# 26. Januar
Der 26. Januar (regional auch 26. Jänner) ist der 26. Tag des gregorianischen Kalenders, somit bleiben 339 Tage (in Schaltjahren 340 Tage) bis zum Jahresende.

## Ereignisse

### Politik und Weltgeschehen

1340: Wappen Eduards III.

- 1340: Der englische König Eduard III. erklärt sich zu Beginn des Hundertjährigen Krieges selbst zum König von Frankreich.
- 1500: Vicente Yáñez Pinzón setzt im heutigen Pernambuco als erster Spanier seinen Fuß auf den Boden Brasiliens.
- 1556: Durch den Tod seines Vaters Humayun wird Akbar I. Herrscher über das Mogulreich im nördlichen Indien. Für das Amt, das der erst 13-Jährige am 14. Februar antritt, steht ihm zunächst der Vormund Bairam Khan zur Seite.
- 1628: Der kaiserliche Feldherr Wallenstein erwirbt durch heimlichen Kauf die beiden Herzogtümer Mecklenburg-Schwerin und Mecklenburg-Güstrow, nachdem deren Herzöge von Kaiser Ferdinand II. abgesetzt worden sind.

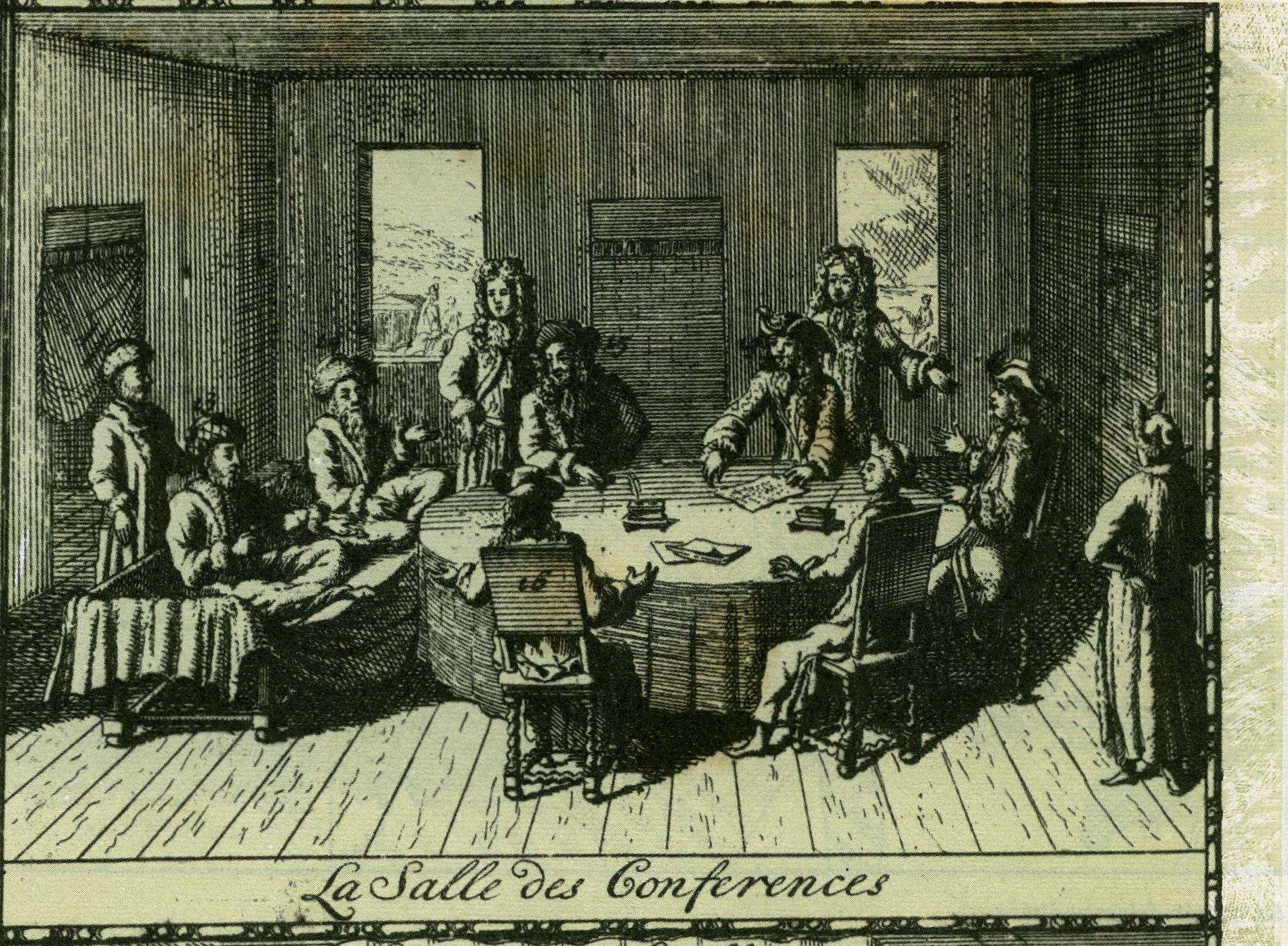
1699: Friedensverhandlungen in Karlowitz

- 1699: Der Friede von Karlowitz beendet den Großen Türkenkrieg zwischen Österreich und dem Osmanischen Reich. Österreich erhält Ungarn und Siebenbürgen mit Ausnahme des Banats, an Polen-Litauen werden die osmanischen Eroberungen zurückgegeben, der Besitzstand der Republik Venedig wird von Sultan Mustafa II. anerkannt.

1782: Seeschlacht von St. Kitts

- 1782: Die im Rahmen des Amerikanischen Unabhängigkeitskrieges stattfindende Seeschlacht von St. Kitts in Westindien zwischen einer britischen und einer französischen Flotte endet mit einem Sieg der Briten unter Samuel Hood, 1. Viscount Hood. Trotzdem gelingt den Franzosen unter François Joseph Paul de Grasse die Eroberung der Insel St. Kitts.
- 1788: Die Briten errichten mit Ankunft der First Fleet die erste Sträflingskolonie in Australien in der Sydney Cove, ihre ersten weißen Siedler unter Kommandant Arthur Phillip treffen ein.
- 1802: Die Cisalpinische Republik wird in Italienische Republik umbenannt und wählt Napoleon Bonaparte zu ihrem Präsidenten.
- 1808: In Australien findet die Rum Rebellion statt, der einzige erfolgreiche bewaffnete Aufstand gegen eine Regierung in der Geschichte des Landes. William Bligh, der Gouverneur von New South Wales, wird in einem Machtkampf vom New South Wales Corps festgesetzt.
- 1821: Der Laibacher Kongress beginnt. Beim dritten Monarchenkongress steht die Situation nach dem Putsch im Königreich beider Sizilien im Mittelpunkt der politischen Beratungen.
- 1822: In ihrem Unabhängigkeitskampf gelingt den Griechen die Einnahme der strategisch wichtigen Bergfestung Akrokorinth. Nach Verhandlungen mit den Rebellen zieht die osmanische Festungsbesatzung kampflos ab.

1827: Wappen Perus

- 1827: Nach dem Ende der spanischen Herrschaft beendet in Peru ein Aufstand gegen den regierenden Diktator Simón Bolívar auch die von ihm angestrebte Vorherrschaft Großkolumbiens. Peru geht seinen eigenen Weg.
- 1837: Michigan wird 26. Bundesstaat der USA.
- 1855: Sardinien tritt nach einer in Turin geschlossenen Vereinbarung auf der Seite der Alliierten in den Krimkrieg gegen Russland ein und will ein Truppenkontingent von 15.000 Soldaten stellen.
- 1861: Mit Louisiana tritt der sechste Südstaat aus den Vereinigten Staaten von Amerika aus. Knapp zwei Wochen später ist es Mitbegründer der Konföderierten Staaten von Amerika.
- 1871: Rom wird offiziell zur Hauptstadt des Königreichs Italien bestimmt.
- 1885: Die Mahdisten, Anhänger des Mahdi Muhammad Ahmad, erobern nach fast einjähriger Belagerung die sudanesische Hauptstadt Khartum, wobei der britische Gouverneur Charles George Gordon getötet wird.

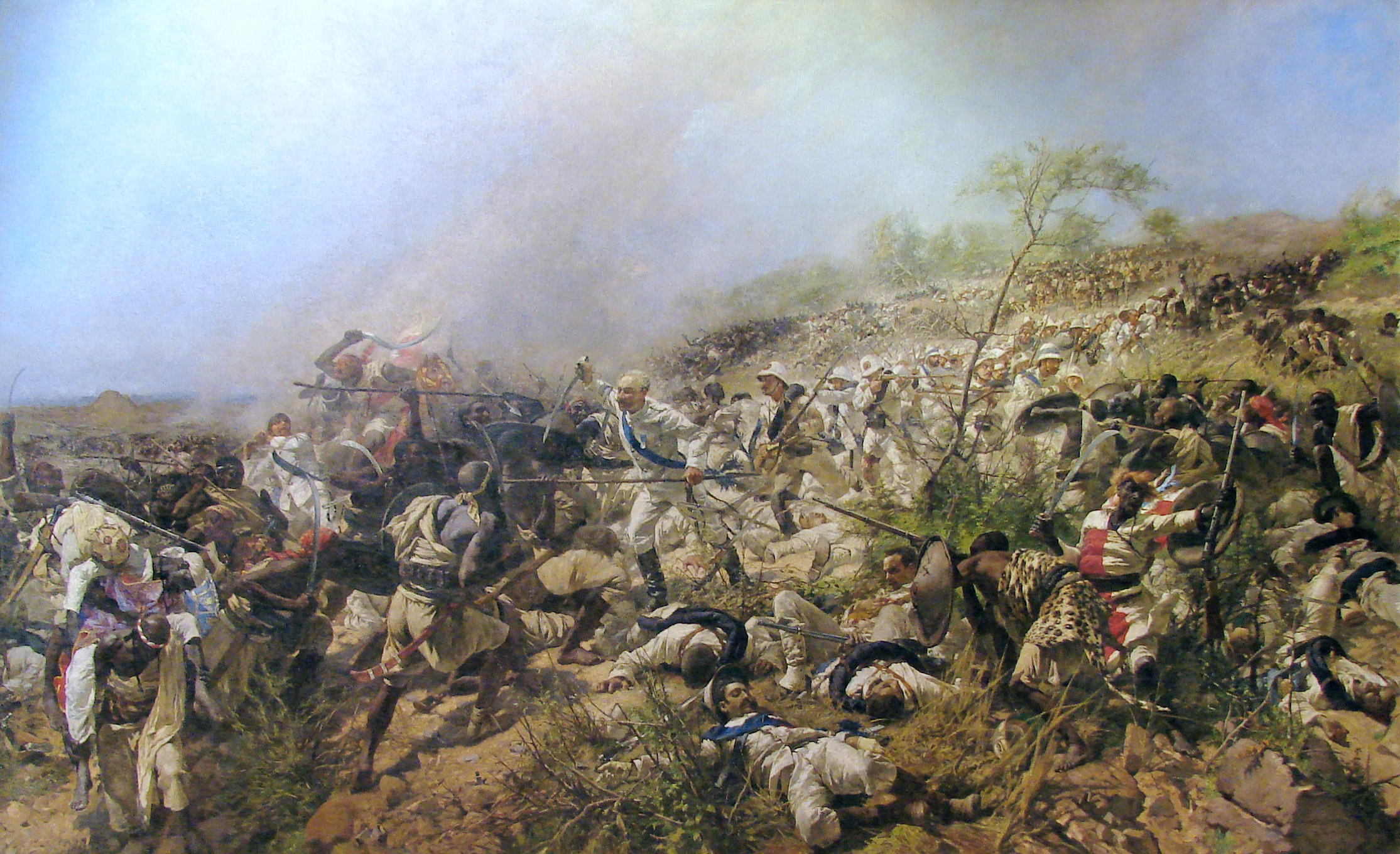
1887: Schlacht von Dogali

- 1887: In der Schlacht bei Dogali besiegt ein übermächtiges äthiopisches Heer eine in das abessinische Hochland vorgerückte 500 Mann starke italienische Truppe. Die Niederlage wird zur Prestigefrage für Italien und es verstärkt seine militärischen Anstrengungen in Ostafrika, die auf eine Kolonie Eritrea abzielen.
- 1924: Die Stadt Petrograd wird vom zweiten Räte-Kongress der UdSSR in Leningrad umbenannt, um so den verstorbenen Revolutionär und Staatsgründer Lenin dauerhaft zu ehren.
- 1934: Die Unterzeichnung des deutsch-polnischen Nichtangriffspaktes auf Initiative Adolf Hitlers markiert einen Wendepunkt in der deutschen Außenpolitik.

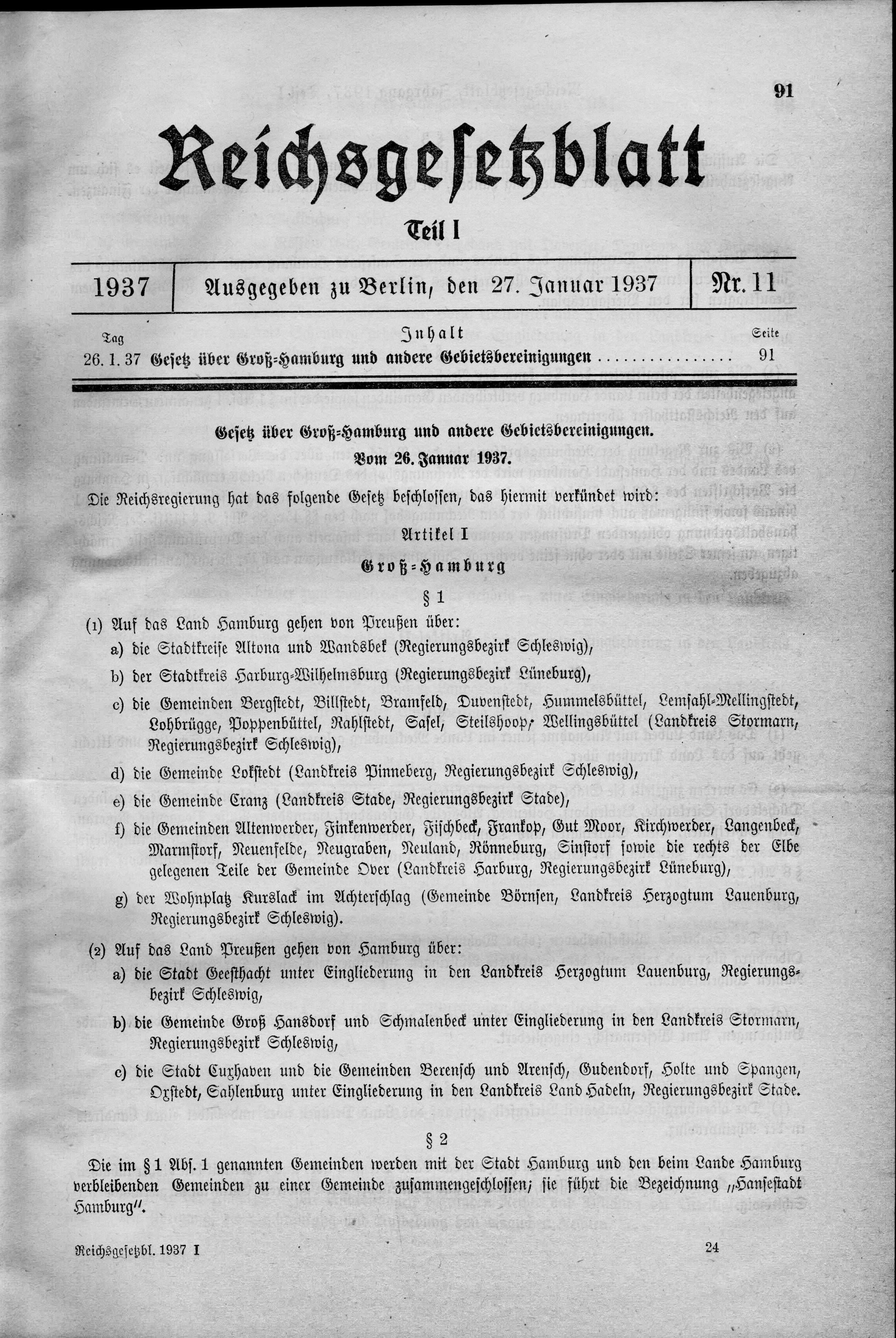
1937: Groß-Hamburg-Gesetz

- 1937: Die deutsche Reichsregierung erlässt das Groß-Hamburg-Gesetz zur Neuordnung der territorialen Ausdehnung Hamburgs. Ferner verabschiedet sie das Deutsche Beamtengesetz, das von den Beamten verlangt, ihre Arbeit im Dienst der nationalsozialistischen Bewegung zu verrichten.
- 1939: In der Schlussphase des Spanischen Bürgerkriegs erobern die Nationalisten unter Francisco Franco mit Barcelona eine der letzten Hochburgen der Republikaner und verhelfen dem Franquismus damit zum weiteren Vormarsch.
- 1950: In der neu konstituierten Republik Indien tritt die bis heute geltende Verfassung in Kraft.
- 1953: Die Weltzollorganisation wird gegründet.
- 1956: Die Sowjetunion übergibt Porkkala zurück an Finnland.
- 1957: Jammu und Kashmir werden mit Inkrafttreten der Landesverfassung ein Bundesstaat Indiens.
- 1963: Das 6 Punkte umfassende Reformprogramm der Weißen Revolution von Schah Mohammad Reza Pahlavi wird im Rahmen einer Volksabstimmung mit überwältigender Mehrheit angenommen.

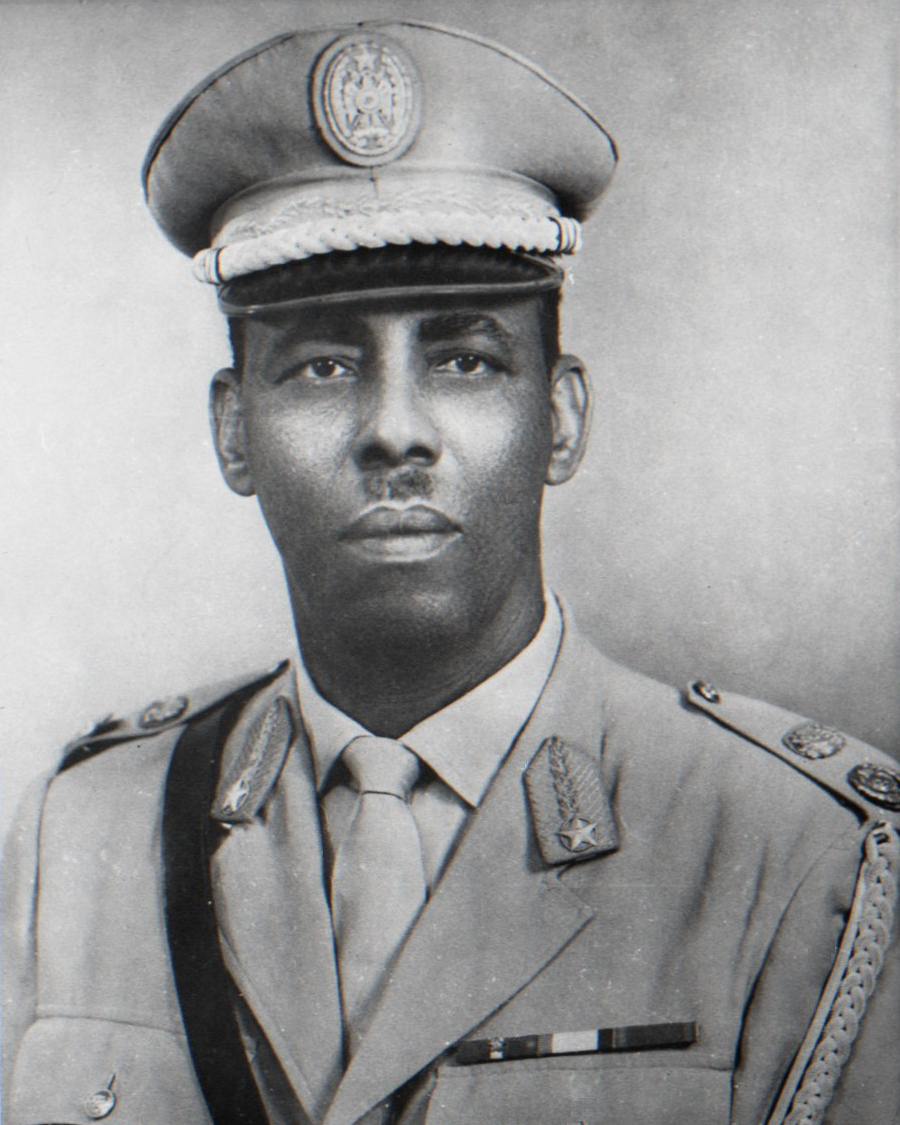
1991: Siad Barre

- 1991: Bei einem Putsch in Somalia wird Diktator Siad Barre abgesetzt und der United Somali Congress unter Ali Mahdi Mohammed bildet eine Provisorische Regierung. Damit erreicht der Somalische Bürgerkrieg seinen Höhepunkt.

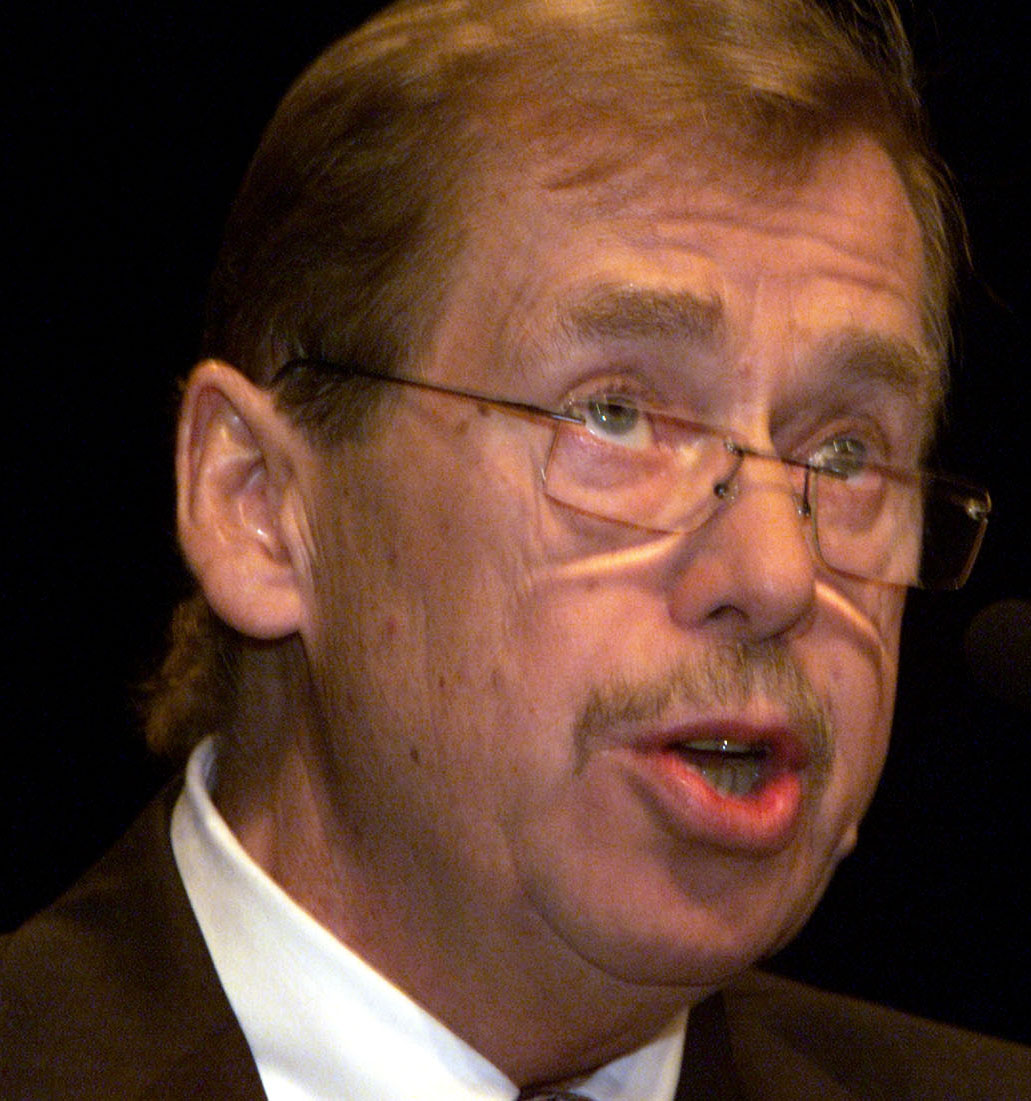
1993: Václav Havel

- 1993: Václav Havel wird zum ersten Präsidenten der Tschechischen Republik gewählt.
- 1995: Grenzpatrouillen Ecuadors und Perus liefern sich im seit Jahrzehnten umstrittenen Gebiet Cordillera del Condor Feuergefechte. Der Peruanisch-Ecuadorianische Grenzkrieg flammt wieder auf. Der Vorfall ist Anlass, den schwelenden Konflikt im Jahr 1998 vertraglich beizulegen.
- 2001: Der 29-jährige Joseph Kabila wird als Nachfolger seines bei einem Attentat getöteten Vaters Laurent-Désiré Kabila Präsident der Demokratischen Republik Kongo.
- 2020: In Indien wird durch Zusammenlegung zweier Unionsterritorien das neue Unionsterritorium Dadra und Nagar Haveli und Daman und Diu  gebildet.

### Wirtschaft
- 1905: In der Premier-Mine bei Pretoria wird der bislang größte Rohdiamant gefunden. Er wiegt 3.106 Karat und erhält als Cullinan den Namen des Minenbesitzers.
- 1928: In Berlin wird das Luxuskino Titania-Palast eröffnet.
- 1932: Ernest Lawrence beantragt in den USA für das von ihm erfundene Zyklotron Patentschutz, der ihm am 20. Februar 1934 gewährt wird

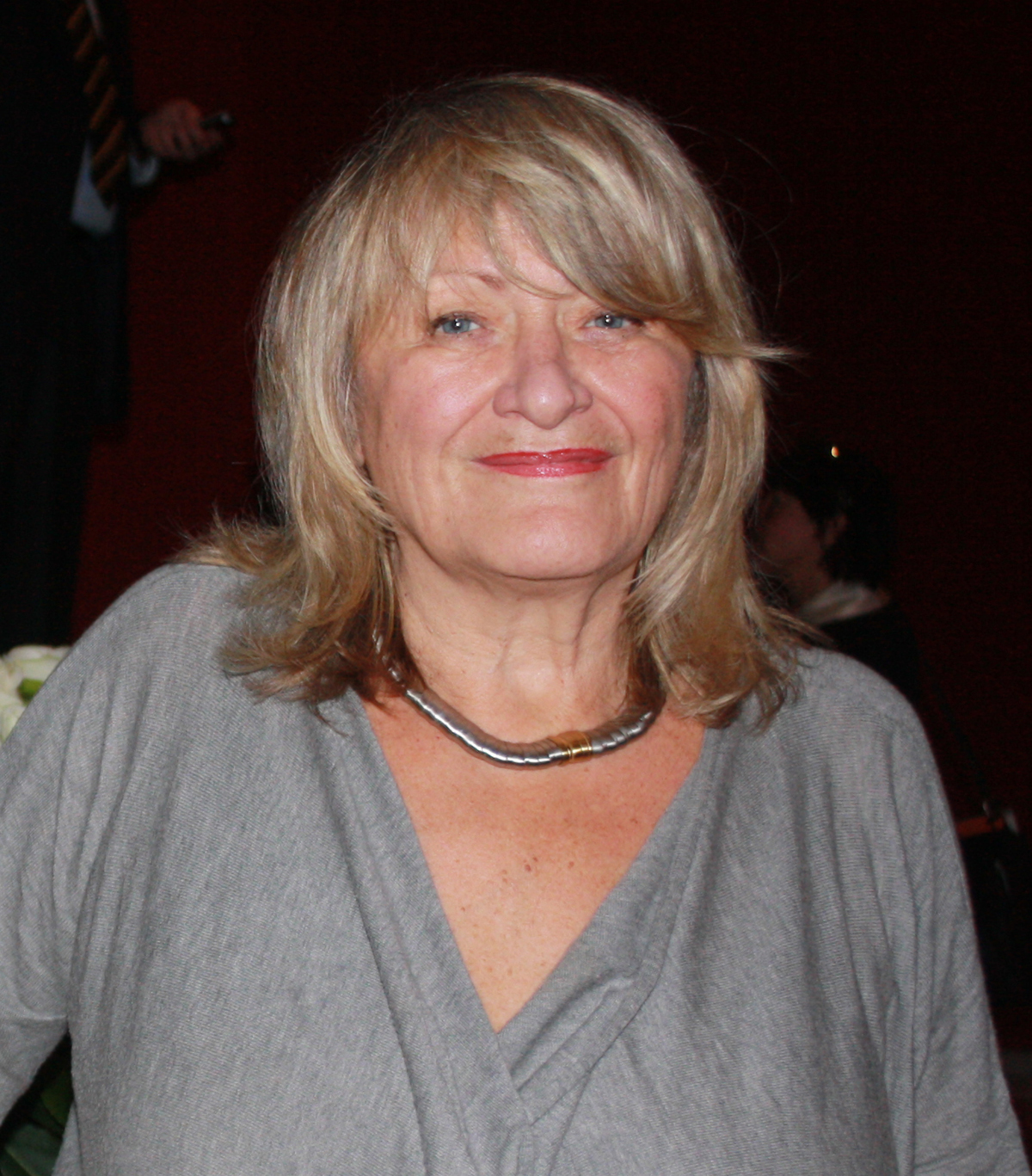
1977: Alice Schwarzer

- 1977: Die erste Ausgabe der feministischen Zeitschrift EMMA von Alice Schwarzer erscheint.
- 1990: Die Deutsche Terminbörse (DTB) nimmt als erste überregionale und erste vollelektronische Börse Deutschlands den Handel mit Optionen auf.
- 1998: Der US-amerikanische Computer-Hersteller Digital Equipment Corporation (DEC) wird vom Konkurrenten Compaq gekauft.
- 2008: Die Behörde für zivile Luftfahrt der Volksrepublik China gibt bekannt, die Regierung habe umgerechnet 42 Mrd. Euro für den Bau von 97 weiteren Flughäfen bis zum Jahr 2020 freigegeben.

### Wissenschaft und Technik

1911: Glenn Curtiss

- 1911: Dem US-amerikanischen Luftfahrtpionier Glenn Curtiss gelingt erstmals ein Start mit einem Wasserflugzeug.
- 1918: Die Staatliche Universität Tiflis wird gegründet.
- 1926: John Logie Baird führt vor Mitgliedern der Royal Institution of Great Britain den ersten funktionierenden mechanischen Fernseher vor.

### Kultur

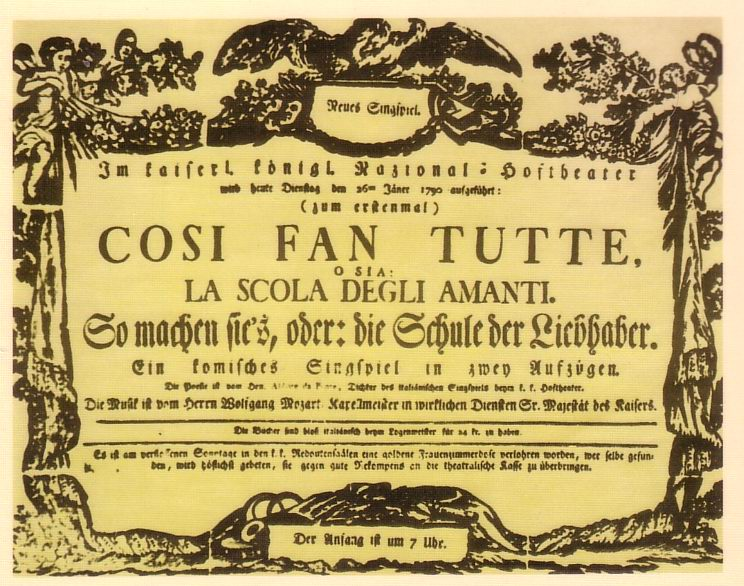
1790: Theaterzettel der Uraufführung von Così fan tutte

- 1790: Wolfgang Amadeus Mozarts Oper Così fan tutte (So machen es alle) nach einem Text von Lorenzo Da Ponte wird im Wiener Burgtheater uraufgeführt.
- 1804: An der Opéra-Comique in Paris erfolgt die Uraufführung der Oper La Romance von Henri Montan Berton.
- 1884: Das Streichquintett E-Dur op. 1 von Ethel Smyth wird im Leipziger Gewandhaus uraufgeführt.
- 1907: Am Dubliner Abbey Theatre wird John Millington Synges Tragikomödie The Playboy of the Western World (Der Held der westlichen Welt) uraufgeführt und löst beim Publikum einen Tumult aus.

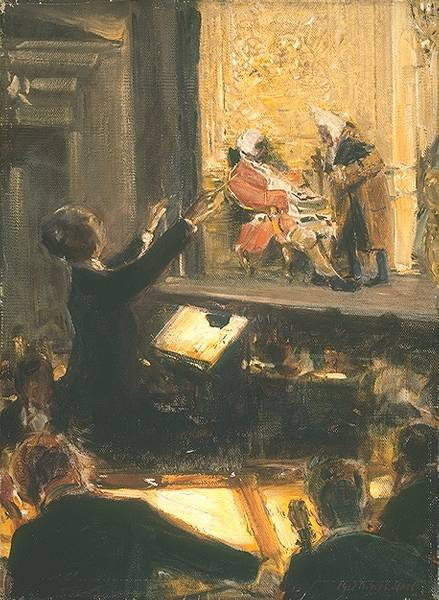
1911: Ernst von Schuch dirigiert den Rosenkavalier

- 1911: Am Königlichen Opernhaus in Dresden findet die Uraufführung der Oper Der Rosenkavalier von Richard Strauss unter der Leitung von Ernst von Schuch statt. Das Libretto stammt von Hugo von Hofmannsthal, der dieses seinem Freund Harry Graf Kessler widmet.
- 1957: Am Teatro alla Scala in Mailand erfolgt die Uraufführung der auf der Erzählung Die Letzte am Schafott von Gertrud von le Fort basierenden Oper Dialogues des Carmélites (Gespräche der Karmelitinnen) von Francis Poulenc.
- 1988: Das Musical Das Phantom der Oper von Andrew Lloyd Webber feiert seine Broadwaypremiere.

### Gesellschaft
- 1835: In Lissabon heiraten Königin Maria II. von Portugal und Auguste de Beauharnais. Die Ehe wird nur kurz währen, denn am 28. März wird der Gemahl Opfer einer Anginaerkrankung.
- 1970: In Manila brechen die als First Quarter Storm bezeichneten Studentenunruhen aus

### Katastrophen
- 1531: In Lissabon ereignet sich ein Erdbeben, das etwa 30.000 Menschen tötet.
- 1947: Beim Absturz einer Douglas DC-3 auf dem Flughafen Kastrup bei Kopenhagen kommen alle 22 Insassen ums Leben, darunter der schwedische Erbprinz Gustav Adolf und die US-amerikanische Opernsängerin und Schauspielerin Grace Moore.

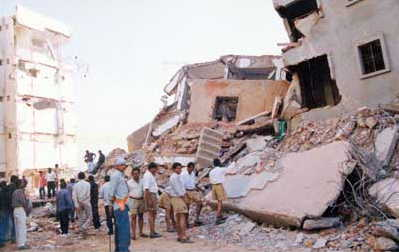
2001: Nach dem Erdbeben in Gujarat

- 2001: Im indischen Bundesstaat Gujarat fordert ein Erdbeben der Stärke 7,7 rund 20.000 Menschenleben.

Kleinere Unglücksfälle sind in den Unterartikeln von Katastrophe und in der Liste von Katastrophen aufgeführt.

### Natur und Umwelt

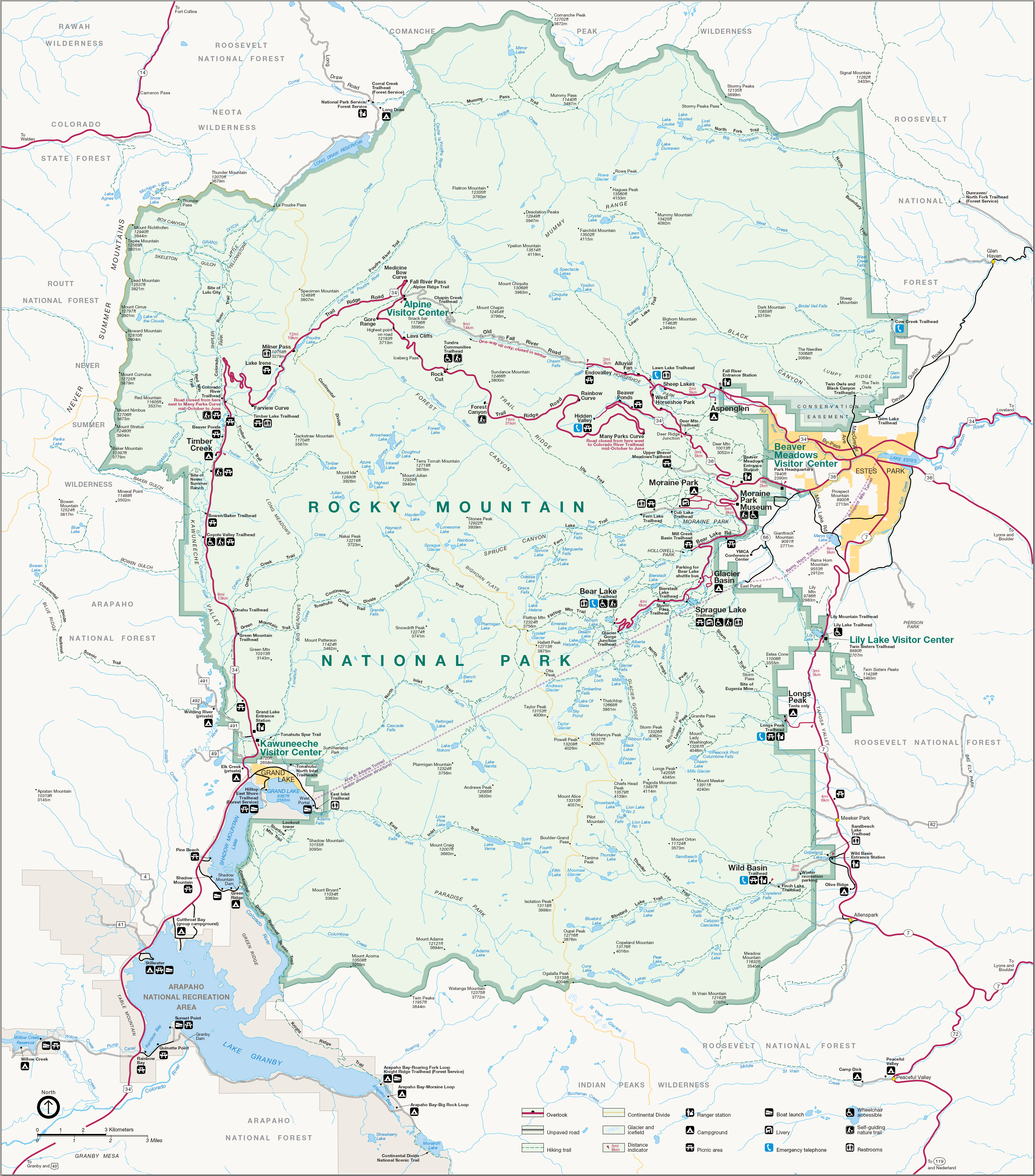
1915: Der Rocky-Mountain-Nationalpark

- 1915: US-Präsident Woodrow Wilson gründet den Rocky-Mountain-Nationalpark.
- 1936: Wegen einer Kältewelle frieren die Niagarafälle zu.
- 2004: Beim Abtransport eines verendeten gestrandeten Pottwals bei Tainan in Taiwan explodiert der Wal wegen eines innerlichen Gasstaus. Von den rund 600 Schaulustigen wird niemand verletzt.

### Sport
- 1871: In London entsteht der Sportverband Rugby Football Union.
- 1956: In Cortina d’Ampezzo werden die VII. Olympischen Winterspiele eröffnet.
- 1966: Aus den Fußballabteilungen von Turbine Erfurt und BSG Optima Erfurt wird der FC Rot-Weiß Erfurt gegründet.
- 1997: Die Green Bay Packers gewinnen die Super Bowl XXXI gegen die New England Patriots im Louisiana Superdome in New Orleans, Louisiana, mit 35:21. Zum wertvollsten Spieler wird Desmond Howard gekürt.

Einträge von Leichtathletik-Weltrekorden befinden sich unter der jeweiligen Disziplin unter Leichtathletik.

## Geboren

### Vor dem 18. Jahrhundert
- 1200: Dōgen, japanischer Zen-Meister
- 1312: Wikbold Dobilstein, Bischof von Kulm
- 1404: Gottfried IV. Schenk von Limpurg, Fürstbischof von Würzburg
- 1468: Guillaume Budé, französischer Philologe, Humanist, Diplomat und Bibliothekar am Hof von Franz I.
- 1497: Go-Nara, 105. Kaiser von Japan
- 1555: Charles II., Herr von Monaco
- 1563: Georg Silberschlag der Jüngere, deutscher lutherischer Geistlicher
- 1567: Georg Erasmus von Tschernembl, österreichischer Calvinist und Wortführer der Stände in Österreich ob der Enns
- 1582: Giovanni Lanfranco, italienischer Maler
- 1595: Antonio Maria Abbatini, italienischer Komponist
- 1599: Heinrich Rantzau der Jüngere, dänischer Orientreisender
- 1608: Johann Henrich Ursinus, deutscher Theologe und humanistisch-theologischer Gelehrter und Autor
- 1613: Johann Jakob Wolleb der Ältere, Schweizer Organist und Theologe
- 1624: Georg Wilhelm, Herzog des Fürstentums Calenberg und Herzog des Fürstentums Lüneburg
- 1629: Johann Georg Crocius, deutscher reformierter Theologe
- 1649: Narabayashi Chinzan, japanischer Dolmetscher und Arzt
- 1657: William Wake, Erzbischof von Canterbury

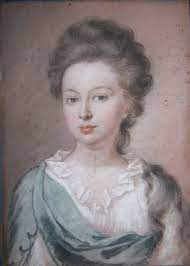
Elizabeth Seymour (* 1667)

- 1667: Elizabeth Seymour, Duchess of Somerset, englische Hofdame von Mary II. von England
- 1667: Hendrick Zwaardecroon, Generalgouverneur von Niederländisch-Indien
- 1670: Jacob van Schuppen, Hofmaler am kaiserlichen Hof in Wien
- 1672: Anna Mons, westfälische Geliebte Peters des Großen
- 1682: Benjamin Lay, britischer Philanthrop, Quäker und Schriftsteller
- 1689: Johann Jacob Leu, Schweizer Enzyklopädist, Bürgermeister von Zürich und Bankier
- 1693: Beat Holzhalb, Schweizer Pietist

### 18. Jahrhundert
- 1712: Giacomo Puccini, italienischer Komponist und Organist, Ururgroßvater des gleichnamigen Komponisten
- 1713: Julius Hieronymus Zollikofer, Bürgermeister von St. Gallen (Schweiz)
- 1714: Jean-Baptiste Pigalle, französischer Bildhauer
- 1715: Claude Adrien Helvétius, französischer Philosoph
- 1716: George Germain, 1. Viscount Sackville, britischer Soldat und Politiker
- 1724: Johann Wenzel von Sporck, Jurist, Politiker und Theaterleiter
- 1748: Emanuel Aloys Förster, österreichischer Komponist
- 1750: Johann Friedrich Facius, deutscher Pädagoge und Altphilologe
- 1753: Elizabeth Hamilton, Countess of Derby, britische Adelige
- 1759: Louis Auguste Curtat, Schweizer evangelischer Geistlicher und Politiker
- 1761: Jens Zetlitz, norwegischer Lyriker
- 1763: Jean-Baptiste Bernadotte, französischer General und König von Schweden und Norwegen
- 1765: Hermann Fitting, deutscher Gutsbesitzer und Politiker

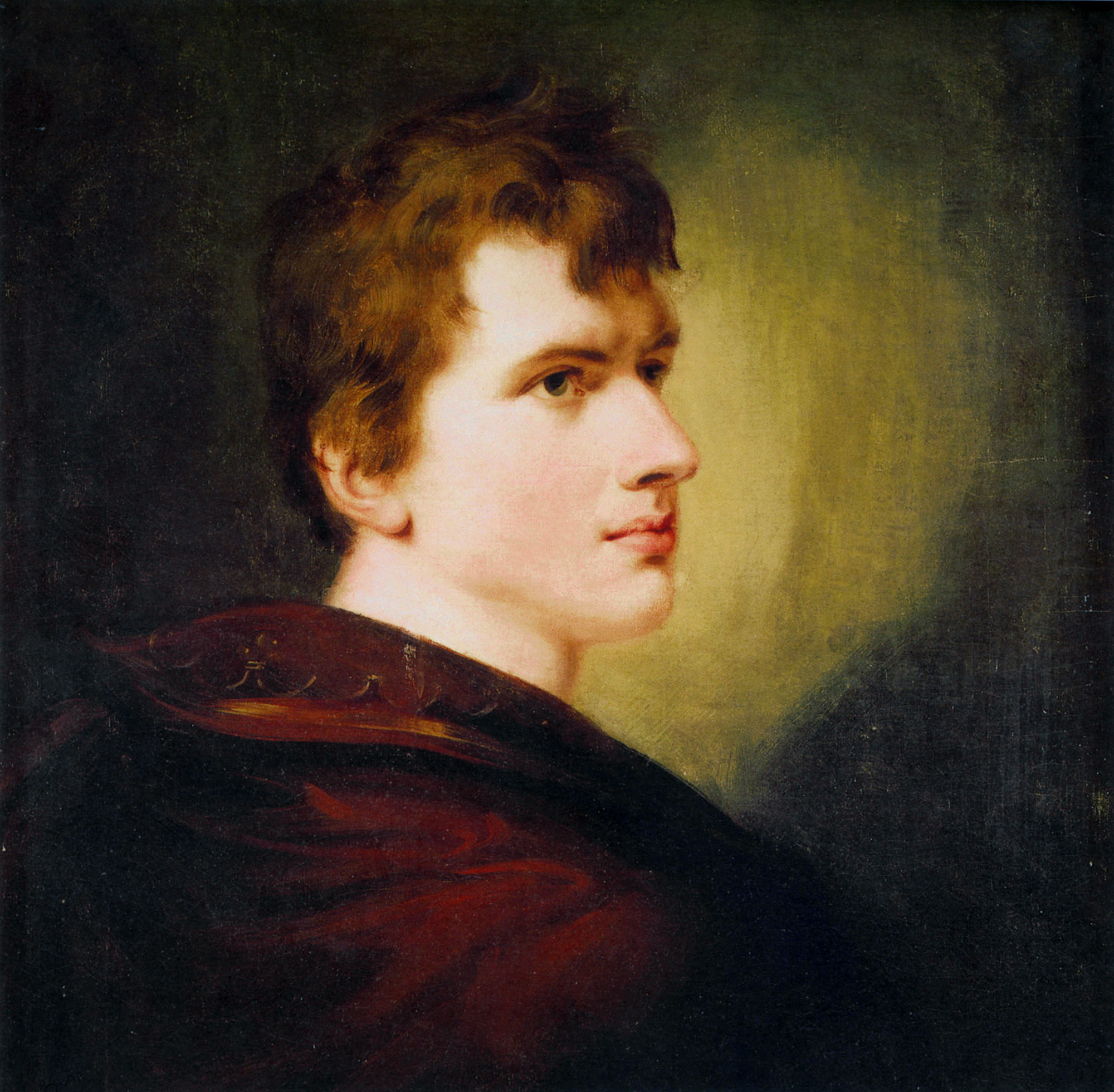
Achim von Arnim (* 1781)

- 1781: Achim von Arnim, deutscher Dichter der Heidelberger Romantik

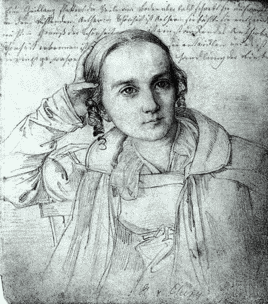
Helmina von Chézy (* 1783)

- 1783: Helmina von Chézy, deutsche Dichterin und Librettistin
- 1785: Ernst Siegfried Mittler, deutscher Verleger
- 1786: Benjamin Robert Haydon, britischer Maler
- 1789: Józef Damse, polnischer Komponist
- 1793: Georg Merz, deutscher Optiker und Astronom

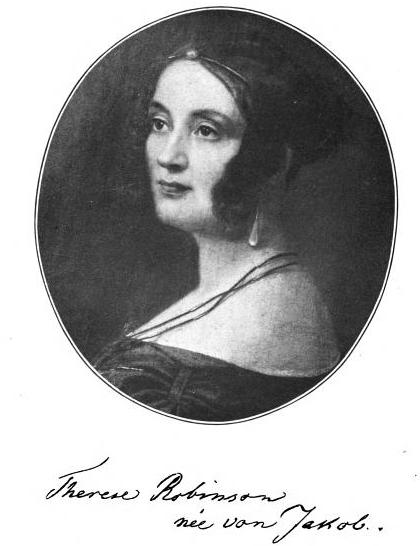
Therese von Jacob (* 1797)

- 1797: Therese von Jacob, deutsche Schriftstellerin, Volksliedforscherin und Slawistin
- 1798: Albert August Wilhelm Deetz, preußischer Soldat und Abgeordneter der Frankfurter Nationalversammlung
- 1799: Émile Clapeyron, französischer Physiker
- 1799: Samuel Gobat, protestantischer Bischof von Jerusalem

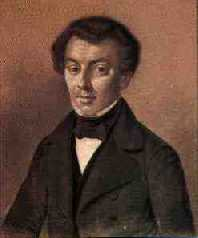
Johann Gerhard Oncken (* 1800)

- 1800: Johann Gerhard Oncken, Begründer der deutschen und kontinental-europäischen Baptistengemeinden

### 19. Jahrhundert

#### 1801–1850
- 1803: Franz Burghardt, deutscher Arzt und Geschäftsmann
- 1804: Delphine Gay, französische Dichterin
- 1814: Jean-Chrysostome Brauneis, kanadischer Komponist und Organist
- 1815ː Mathilde von Guaita, deutsche Mäzenin
- 1818: Gustav Dresel, deutsch-US-amerikanischer Kaufmann und Schriftsteller
- 1819: Amédée de Noé, französischer Karikaturist
- 1820: Heinrich von Littrow, österreichischer Kartograph und Schriftsteller
- 1826ː Fanny Hünerwadel, Schweizer Komponistin
- 1829: Ferdinand Attlmayr, österreichischer Seetaktiker und Offizier
- 1830: Karl Holub, böhmischer Waffentechniker
- 1830: Hermann Otto Pflaume, deutscher Architekt und Stadtrat in Köln
- 1831: Anton de Bary, deutscher Naturwissenschaftler, Mediziner und Botaniker
- 1833: Josef Barák, tschechischer Politiker, Journalist und Dichter
- 1833: Cornelius Newton Bliss, US-amerikanischer Politiker, Innenminister

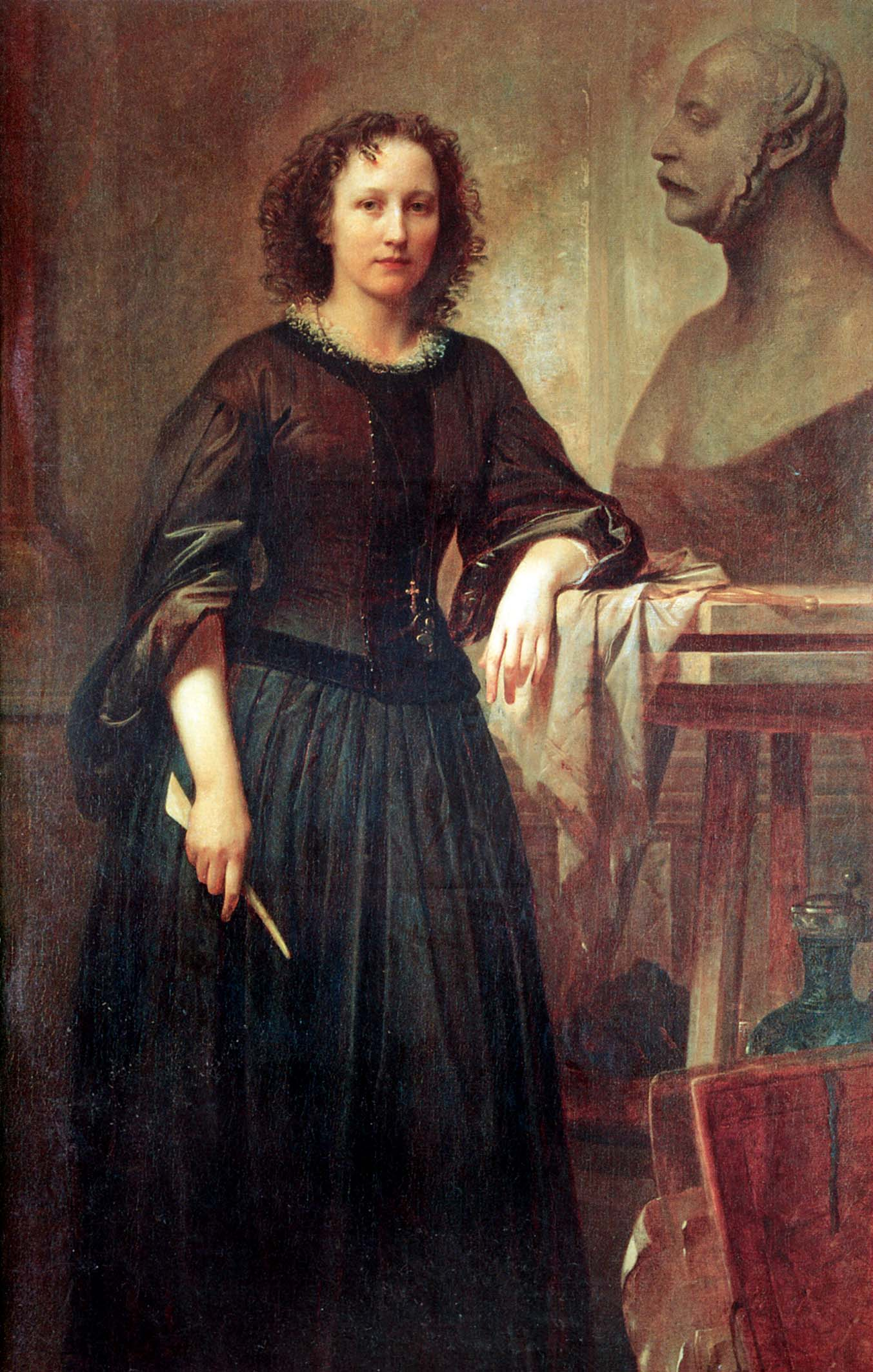
Elisabet Ney (* 1833)

- 1833: Elisabet Ney, deutsch-amerikanische Bildhauerin
- 1840: Edward Whitford Greenman, US-amerikanischer Politiker
- 1842: François Coppée, französischer Schriftsteller
- 1845: Dominique Antoine, deutscher Tierarzt und Politiker
- 1845: Christian Cappelen, norwegischer Organist und Komponist

#### 1851–1900

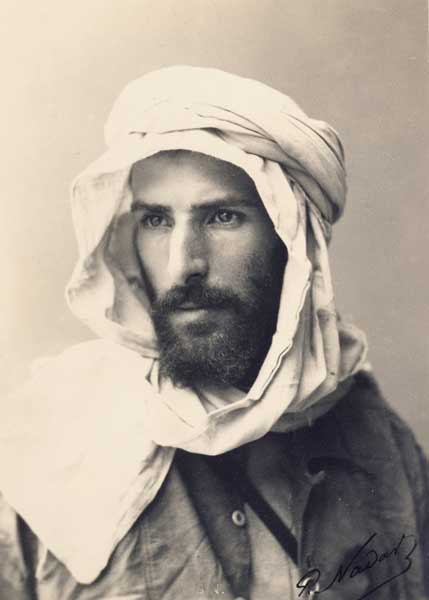
Pierre Savorgnan de Brazza (* 1852)

- 1852: Pierre Savorgnan de Brazza, französischer Marineoffizier und Afrikareisender
- 1852: Frederick Corder, britischer Komponist
- 1854: Eli Marcus, deutscher Schriftsteller und Schauspieler
- 1855: Hilmar Mückenberger, vogtländisch-erzgebirgischer Volksmusiker und Komponist
- 1859: Richard Wossidlo, deutscher Ethnologe
- 1860: Harry M. Daugherty, US-amerikanischer Jurist, Politiker, Justizminister
- 1861: Wassili Wassiljewitsch Andrejew, russischer Balalaikavirtuose, Orchesterleiter und Komponist
- 1861: Louis Anquetin, französischer Maler
- 1861: Frank Orren Lowden, US-amerikanischer Politiker
- 1863: Hans Fraungruber, österreichischer Schriftsteller
- 1864: Karl Schell, Schweizer Komponist und Dirigent
- 1865: Sabino Arana Goiri, spanischer Dichter und Politiker
- 1865: Franz Kneisel, US-amerikanischer Bratschist und Musikpädagoge rumänischer Herkunft
- 1868: Joseph Hammels, deutscher Weihbischof
- 1871: Samuel Hopkins Adams, US-amerikanischer Journalist und Schriftsteller
- 1876: Josef Bohatec, tschechischer Philosoph und Theologe
- 1876ː Alda Costa, italienische Lehrerin und politische Aktivistin
- 1876ː Rosa Valetti, deutsche Schauspielerin, Kabarettistin und Chansonnière
- 1877: Michail Gerdschikow, bulgarischer Revolutionär
- 1878: Rudolf Alexander Schröder, deutscher Schriftsteller

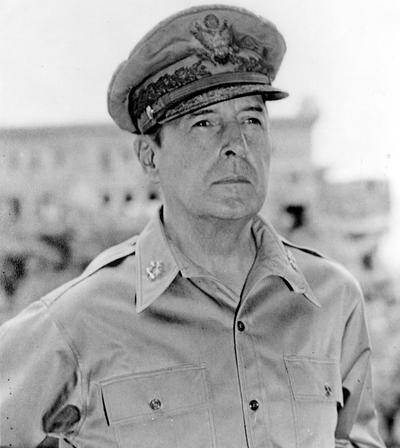
Douglas MacArthur (* 1880)

- 1880: Douglas MacArthur, US-amerikanischer General, Generalstabschef des Heeres, meistdekorierter Soldat der US-Streitkräfte
- 1880: Peet Stol, niederländischer Fußballspieler
- 1880: Willy de Vos, niederländischer Fußballspieler
- 1881: Forrest Lamont, kanadischer Sänger und Musikpädagoge
- 1881: Alfons Paquet, deutscher Journalist, Schriftsteller und Dichter
- 1882: Toni Attenberger, deutscher Filmregisseur, Filmproduzent, Drehbuchautor, Journalist und Schriftsteller
- 1883: Kees Bekker, niederländischer Fußballspieler
- 1883: Hans Georg von Mackensen, deutscher Staatssekretär und Botschafter
- 1883: Bindo Maserati, italienischer Ingenieur, Unternehmer und Automobilrennfahrer
- 1884: Roy Chapman Andrews, US-amerikanischer Forscher, Abenteurer und Paläontologe
- 1884: Edward Sapir, US-amerikanischer Ethnologe und Linguist
- 1885: Hellmuth von Rabenau, deutscher Marineoffizier und Segelschulleiter
- 1886: Eugen Lacroix, deutscher Koch und Unternehmer
- 1886: Hermann Schubert, deutscher Politiker
- 1886: Pieter Boelmans ter Spill, niederländischer Fußballspieler
- 1887: François Faber, Luxemburger Radrennfahrer
- 1889: Alfred Victor Robert Auger, französischer Jagdflieger
- 1890: Grantly Dick-Read, britischer Mediziner
- 1891: George Duller, britischer Jockey und Automobilrennfahrer
- 1891: Amakasu Masahiko, japanischer Leutnant
- 1891: Ilja Grigorjewitsch Ehrenburg, russischer Schriftsteller und Kriegsberichterstatter

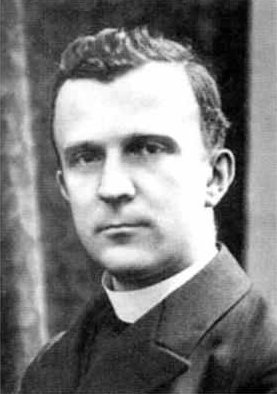
August Froehlich (* 1891)

- 1891: August Froehlich, deutscher Priester, Widerstandskämpfer gegen das NS-Regime und Märtyrer
- 1891: Charles Journet, Schweizer Kardinal
- 1891: Wilder Penfield, US-amerikanischer Mediziner
- 1891: Salvador Sturla, dominikanischer Komponist und Musiker

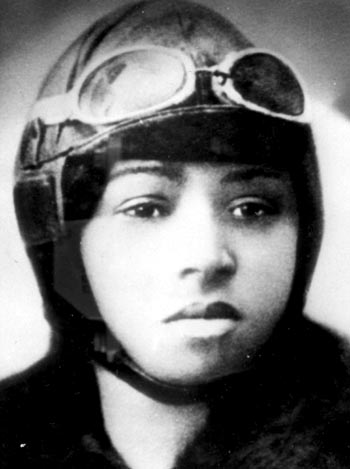
Coleman-Bessie (* 1892)

- 1892: Bessie Coleman, US-amerikanische Pilotin
- 1893: Heinrich Gleißner, österreichischer Jurist und Politiker
- 1893: Dennis McGee, US-amerikanischer Fiddlespieler und Akkordeonist
- 1895: Amos Arbour, kanadischer Eishockeyspieler
- 1897: Erwin Blumenfeld, deutscher Fotograf
- 1898: Hildegard Domizlaff, deutsche Bildhauerin, Holzschnitt- und Schmuckkünstlerin
- 1898: Walter Frey, Schweizer Pianist und Musikpädagoge
- 1898: Hermann Hänchen, deutscher Diskuswerfer
- 1898: Hermann Jacobsen, deutscher Gärtner
- 1900: Andrew Auld, US-amerikanischer Fußballspieler
- 1900: Zdeněk Folprecht, böhmischer Komponist
- 1900ː Lucie Prussog-Jahn, deutsche Bildhauerin, Mitglied der Gruppe Dresdner Künstlerinnen

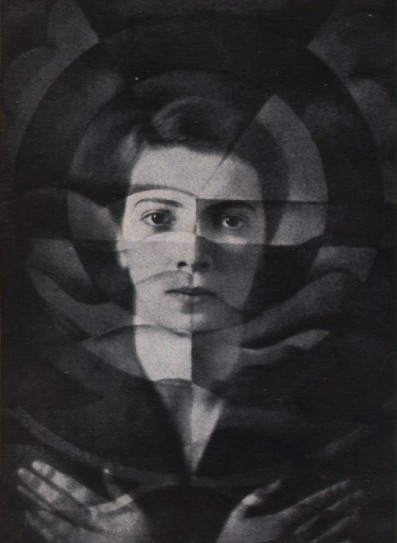
Yva (* 1900)

- 1900: Yva, deutsche Fotografin

### 20. Jahrhundert

#### 1901–1925
- 1901: Ervin Major, ungarischer Musikwissenschaftler und Komponist
- 1902: Kurahara Korehito, japanischer Literaturkritiker
- 1902: Curt Herzstark, österreichischer Erfinder und Büromaschinenmechaniker
- 1903: Franz Marx, deutscher Politiker und Widerstandskämpfer
- 1904: Otto Kässbohrer, deutscher Unternehmer und Fahrzeugkonstrukteur

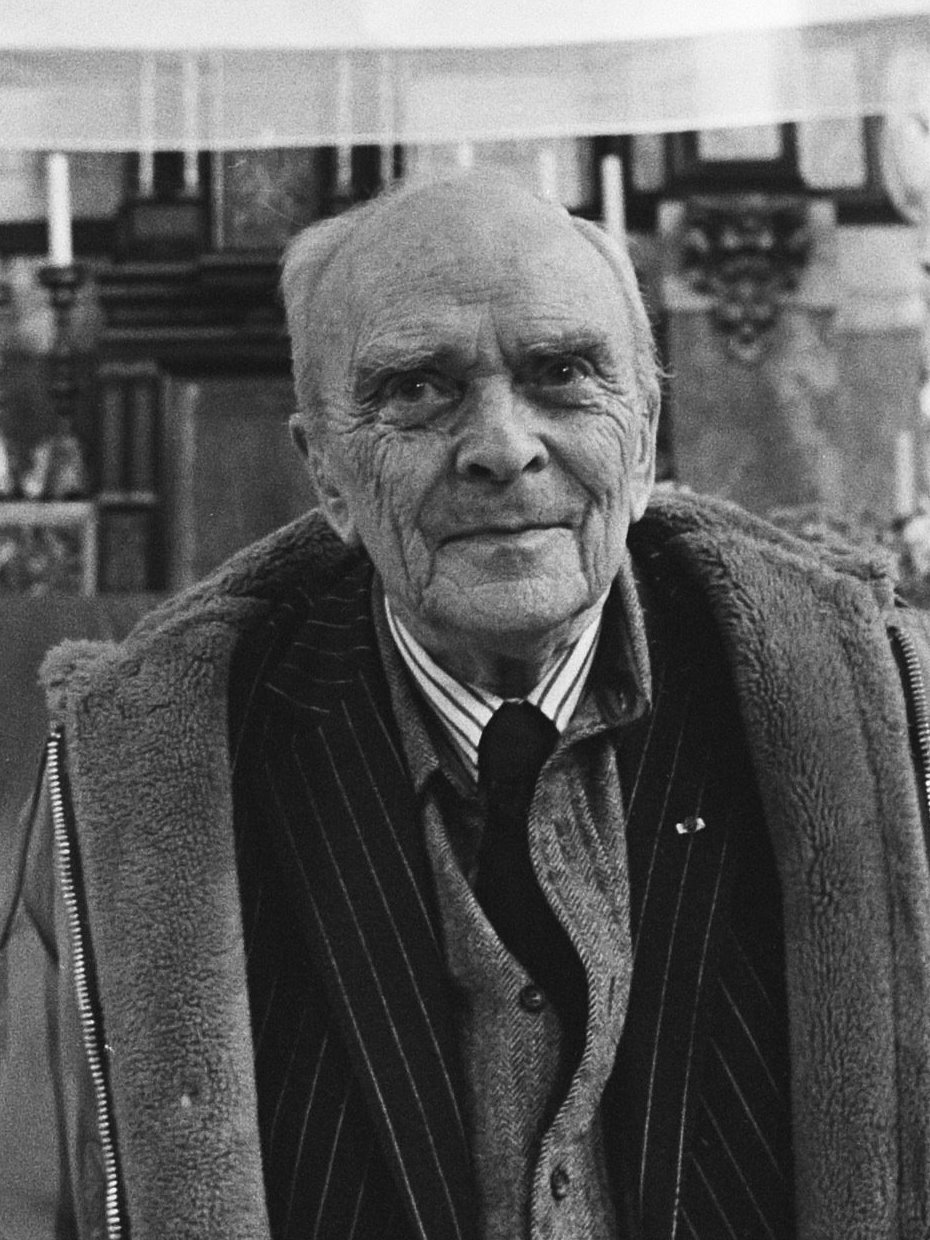
Seán MacBride (* 1904)

- 1904: Seán MacBride, irischer Politiker und Friedensnobelpreisträger
- 1905: Marceau Fourcade, französischer Ruderer
- 1905: John Carmel Heenan, Kardinal und Erzbischof von Westminster
- 1905: Bernhard Minetti, deutscher Schauspieler
- 1905: Karl Schefold, deutsch-schweizerischer Klassischer Archäologe
- 1905: Maria Augusta von Trapp, US-amerikanische Sängerin und Schriftstellerin
- 1905: Pier Luigi Vestrini, italienischer Ruderer und Maler
- 1906: Guglielmo Sandri, italienischer Automobil- und Motorradrennfahrer
- 1907: María Luisa Anido, argentinische Gitarristin, Komponistin und Musikpädagogin
- 1907: Karl Gößwald, deutscher Zoologe
- 1907: Hans Selye, kanadischer Mediziner
- 1908: Fritz Dähn, deutscher Maler
- 1908ː Jill Esmond, britische Schauspielerin
- 1908: Rupprecht Geiger, deutscher Maler

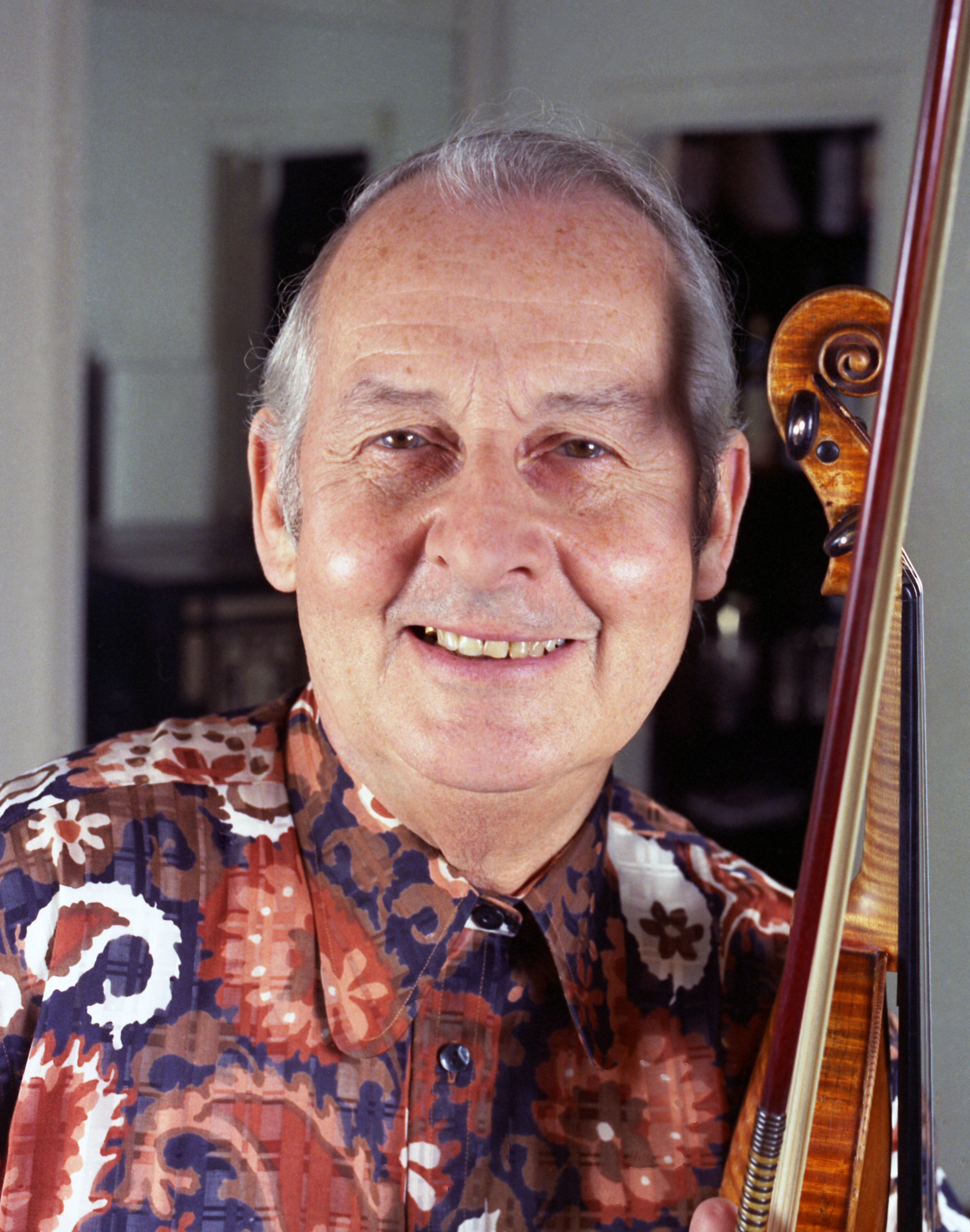
Stéphane Grappelli (* 1908)

- 1908: Stéphane Grappelli, französischer Jazz-Violinist
- 1908: Gideon Ståhlberg, schwedischer Schachspieler
- 1910: Theodor Holterdorf, deutscher Komponist
- 1910: Marijan Lipovšek, slowenischer Komponist
- 1910: Eugen Nerdinger, deutscher Schrift- und Buchgestalter, Widerstandskämpfer gegen den Nationalsozialismus
- 1910: Little Shoe, US-amerikanische Country-Musikerin
- 1911: Max Gluckman, südafrikanischer Ethnosoziologe
- 1911: Polykarp Kusch, US-amerikanischer Physiker
- 1911: Norbert Schultze, deutscher Komponist
- 1912ː Raymonde Schweizer, Schweizer Politikerin (SP), Lehrerin, Gewerkschafterin und Feministin
- 1913: Jimmy Van Heusen, US-amerikanischer Komponist
- 1914: Charles Wallace Adair jr., US-amerikanischer Bankangestellter und Botschafter
- 1915: Hans-Joachim Becke, deutscher Brigadegeneral des Heeres der Bundeswehr
- 1915: Adolf Hempel, deutscher General
- 1916: Hans Martin, deutscher Komponist, Chorleiter und Organist
- 1917: Edgar Barth, deutscher Automobilrennfahrer
- 1918: Ingrid von Bothmer, deutsche Schauspielerin
- 1918: Nicolae Ceaușescu, rumänischer Politiker, Staatspräsident und Diktator
- 1918: Philip José Farmer, US-amerikanischer Science-Fiction- und Fantasy-Schriftsteller

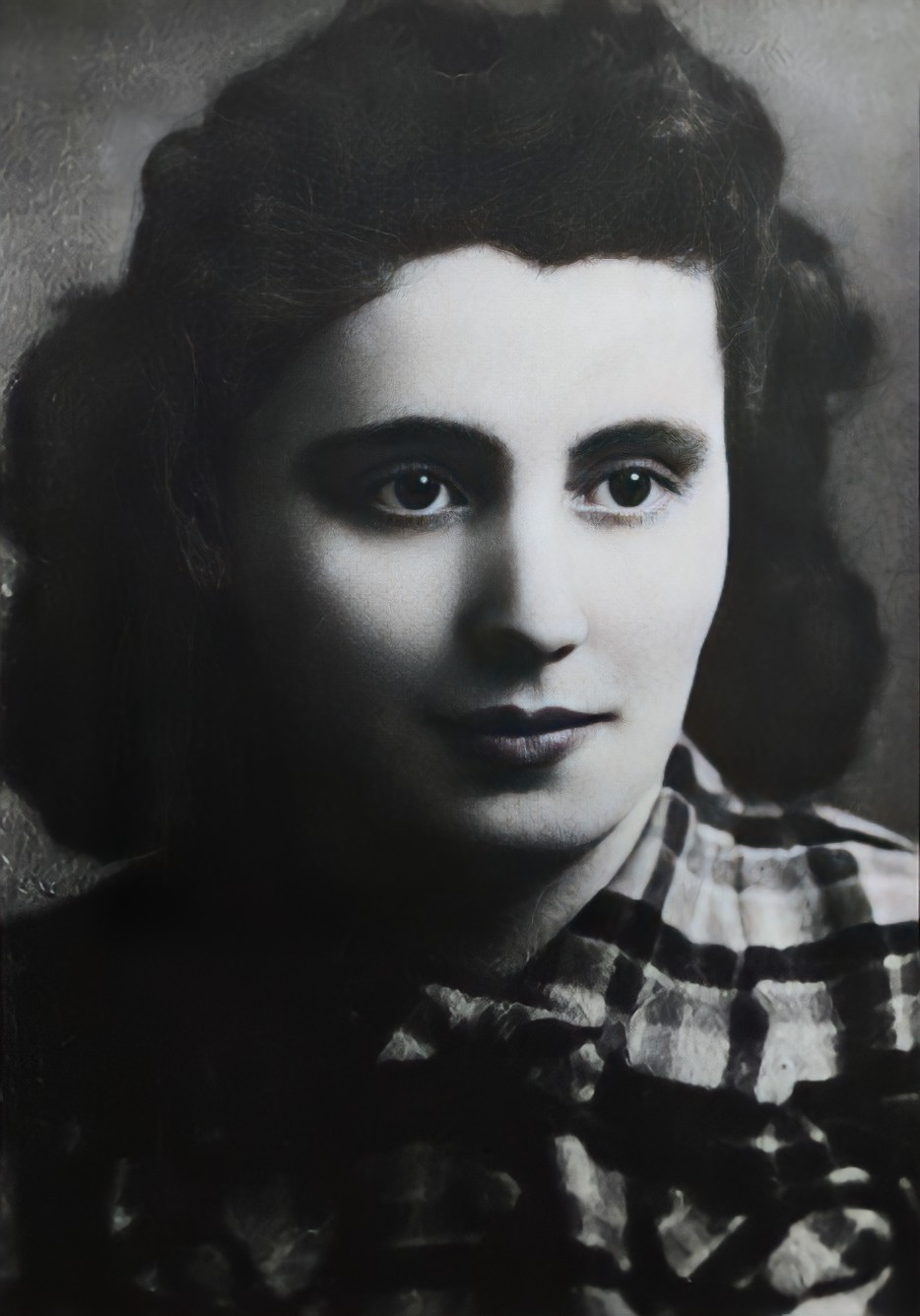
Mala Zimetbaum (* 1918)

- 1918: Mala Zimetbaum, belgisch-jüdische Widerstandskämpferin im KZ Auschwitz-Birkenau
- 1919: Pawel Makarow, sowjetisch-ukrainischer Fußballspieler
- 1919: Valentino Mazzola, italienischer Fußballspieler
- 1919: Bill Nicholson, britischer Fußballspieler
- 1920: Erich Hartmann, klassischer Kontrabassist und Komponist
- 1920: Heinz Keßler, deutscher General und Verteidigungsminister der DDR
- 1920: Elfriede von Nitzsch, deutsche Leichtathletin
- 1921: František Chaun, tschechischer Komponist, Pianist, Sänger, Maler und Schauspieler
- 1921: Johannes Driessler, deutscher Komponist und Hochschullehrer
- 1922: Abraham Malamat, österreichisch-israelischer Historiker

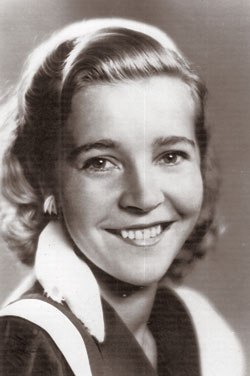
Alice Babs (* 1924)

- 1924: Alice Babs, schwedische Schlager- und Jazzsängerin
- 1924: Warren Benson, US-amerikanischer Komponist, Perkussionist und Musikpädagoge
- 1924: Heinz Hoppe, deutscher Opern-, Lied- und Operettensänger
- 1924: James W. McCord, Jr., US-amerikanischer Einbrecher (Watergate-Affäre)
- 1925ː Miep Diekmann, niederländische Kinderbuchautorin
- 1925: Ernst Haar, deutscher Gewerkschafter und Politiker, MdB

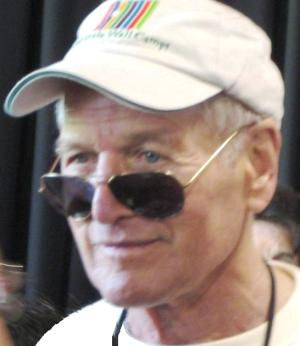
Paul Newman (* 1925)

- 1925: Paul Newman, US-amerikanischer Schauspieler, Filmregisseur, Rennfahrer und Unternehmer

#### 1926–1950
- 1926: Kurt-Heinz Stolze, deutscher Komponist, Pianist, Cembalist und Dirigent
- 1927: Hans Bardens, deutscher Politiker, MdB
- 1927: José Simón Azcona del Hoyo, Staatspräsident von Honduras
- 1927: Erni Mangold, österreichische Schauspielerin
- 1927: Vic Mees, belgischer Fußballspieler
- 1928: Heinrich Franke, deutscher Politiker, MdL, MdB, Präsident der Bundesanstalt für Arbeit
- 1928: Roland Hüttenrauch, deutscher Physiker und Ingenieur, Vorstand der Stiftung Warentest
- 1928: Roger Vadim, französischer Filmregisseur
- 1929: Ernst Kölz, österreichischer Komponist und Blockflötist
- 1929: Jochen Pommert, deutscher Journalist
- 1930: Wim Statius Muller, curaçaisch-niederländischer Komponist
- 1932: Alain David, französischer Leichtathlet
- 1933: Ercole Baldini, italienischer Radrennfahrer

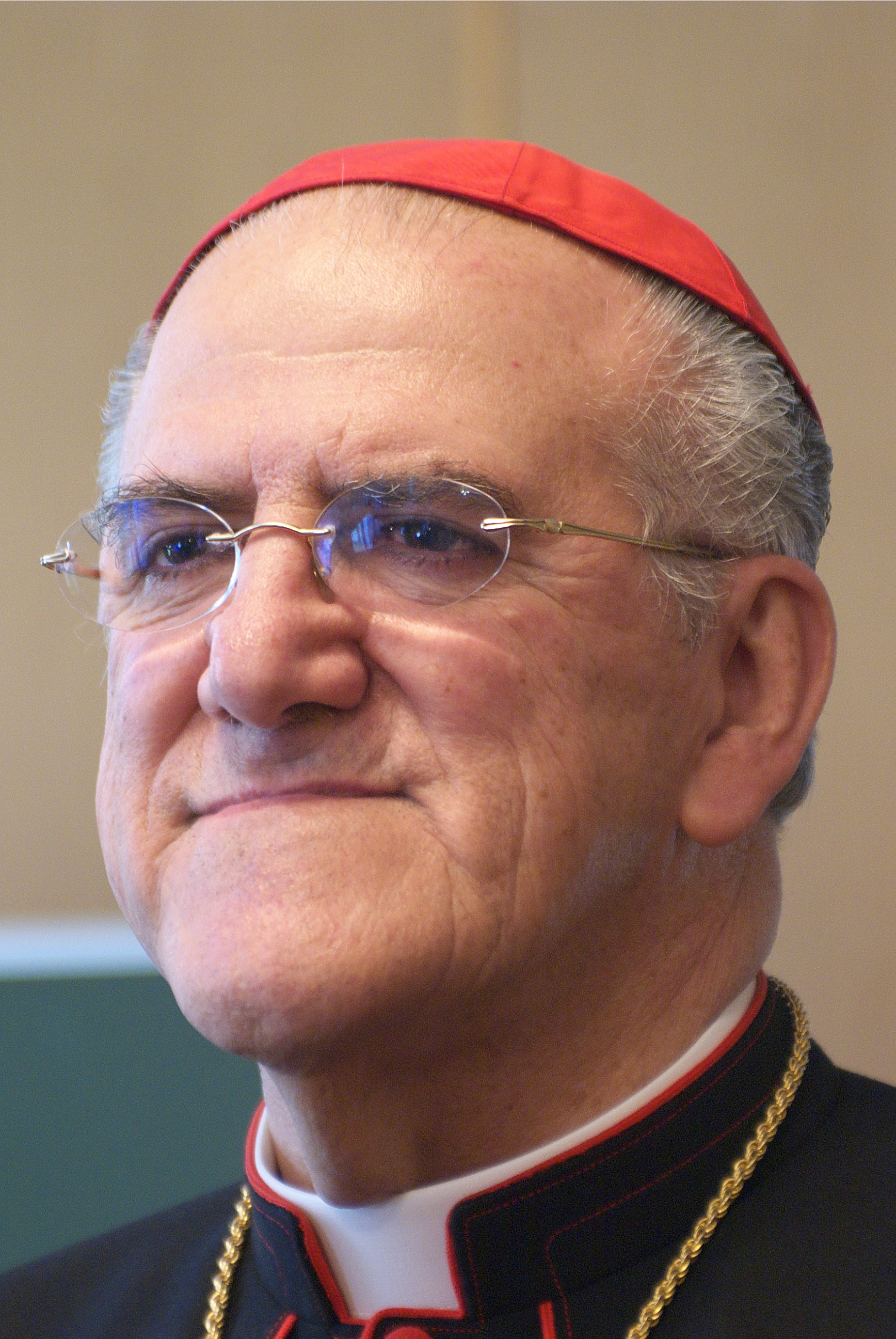
Javier Lozano Barragán (* 1933)

- 1933: Javier Lozano Barragán, mexikanischer Kardinal und Bischof von Zacatecas
- 1933: Rubens Bassini, brasilianischer Perkussionist
- 1933: Andreas Hauff, österreichischer Sänger und Texter
- 1933: Hans Petermandl, österreichischer Pianist
- 1934: David Forbes, australischer Regattasegler
- 1935: Corrado Augias, italienischer Journalist, Autor und Fernsehmoderator
- 1935: Lee Baxandall, US-amerikanischer Schriftsteller, Übersetzer und Aktivist der Nudismusbewegung
- 1935: Henry Jordan, US-amerikanischer American-Football-Spieler und Konzertveranstalter
- 1935: Hans-Kurt Mees, deutscher Richter am Bundesgerichtshof
- 1935: Friðrik Ólafsson, isländischer Schachgroßmeister
- 1935: Paula Rego, portugiesisch-britische Malerin
- 1935: Peter Ronnefeld, deutscher Komponist und Dirigent
- 1937: Joseph Saidu Momoh, Präsident von Sierra Leone
- 1938: Carl-Detlev Freiherr von Hammerstein, deutscher Politiker, MdB
- 1938: Klaus Müller, deutscher Handballspieler und -trainer
- 1939: Cyrille Salim Bustros, Erzbischof von Newton (Melkitische Kirche)
- 1939: Oswin Müller, deutscher Jurist
- 1940: Rafael Martínez Arteaga, kolumbianischer Sänger, Komponist und Dichter
- 1941: Scott Glenn, US-amerikanischer Schauspieler

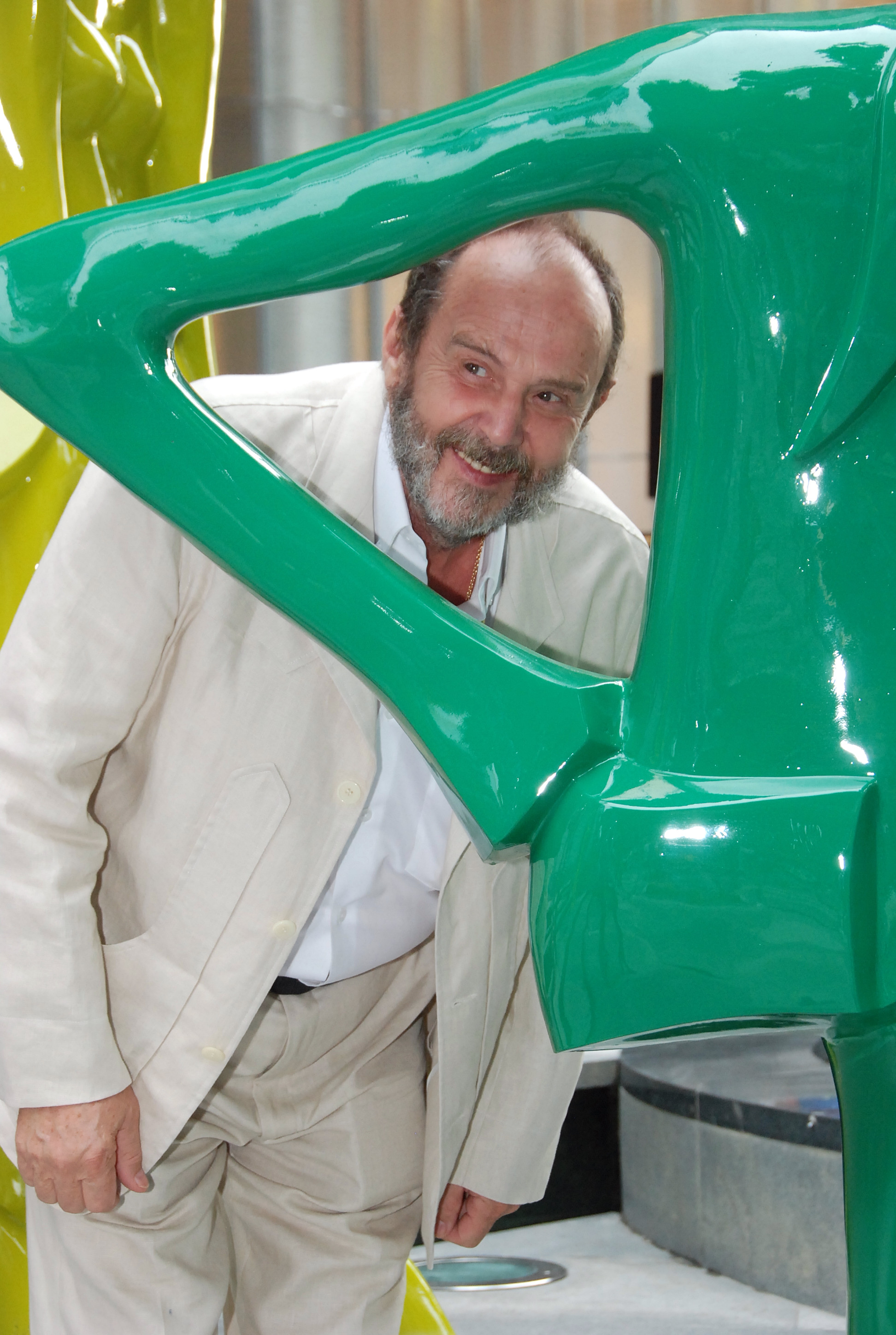
Kurt Laurenz Metzler (* 1941)

- 1941: Kurt Laurenz Metzler, Schweizer Bildhauer
- 1941: Jochen Missfeldt, deutscher Schriftsteller
- 1941: Joan A. Steitz, US-amerikanische Biochemikerin
- 1941: Heinrich von Pierer, deutscher Manager, Vorstands- und Aufsichtsratsvorsitzender von Siemens
- 1942: Guy Chasseuil, französischer Automobilrennfahrer
- 1942: Horst Jankhöfer, deutscher Handballspieler und Handballtrainer
- 1943: Heinz Horrmann, deutscher Gastronomiekritiker, Journalist und Buchautor
- 1943: Jean Knight, US-amerikanische Sängerin
- 1943: Kazimira Prunskienė, litauische Politikerin
- 1943: Bernard Tapie, französischer Politiker, Schauspieler und Geschäftsmann

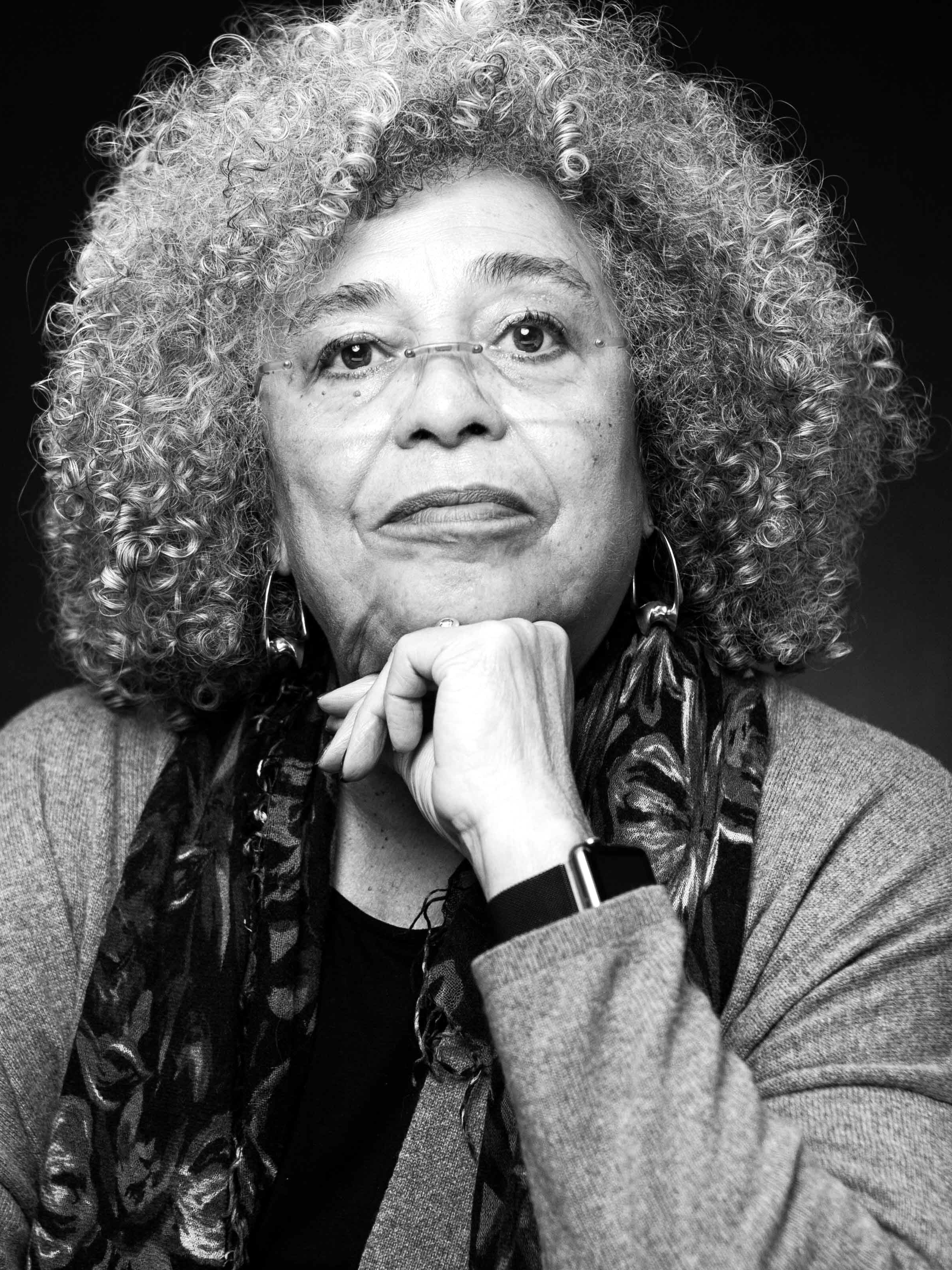
Angela Davis (* 1944)

- 1944: Angela Davis, US-amerikanische Bürgerrechtlerin, Soziologin und Schriftstellerin
- 1944: Ulrich Lehmann, Schweizer Dressurreiter
- 1945: Werner Camichel, Schweizer Bobfahrer
- 1945: Ashley Hutchings, britischer Folkrock-Sänger und -Bassist
- 1945: Jacqueline du Pré, britische Cellistin
- 1945: Ulrich Gumpert, deutscher Jazzmusiker
- 1945: Peter Rauen, deutscher Politiker, MdL, MdB

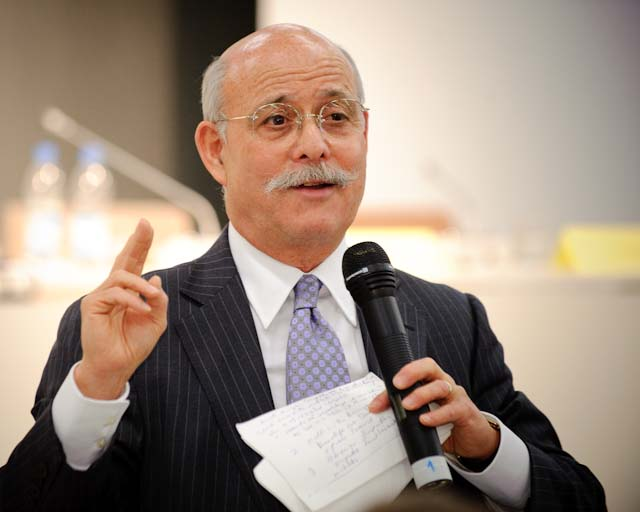
Jeremy Rifkin (* 1945)

- 1945: Jeremy Rifkin, US-amerikanischer Ökonom und Publizist
- 1945: Erika Stubenvoll, österreichische Politikerin
- 1947: Robert Cailliau, belgischer Informatiker
- 1947: Gérard Condé, französischer Komponist, Musikkritiker und Musikwissenschaftler
- 1947: Patrick Dewaere, französischer Schauspieler
- 1947: Klaus Glashoff, deutscher Mathematiker und Logiker
- 1947: Michel Sardou, französischer Chansonsänger
- 1948: Boris Dawidowitsch Belkin, russischer Violinist
- 1948: Cindy, deutsche Sängerin (Cindy & Bert)
- 1949: Jonathan Carroll, US-amerikanischer Fantasy-Schriftsteller
- 1949: David Strathairn, US-amerikanischer Schauspieler
- 1950: Ivan Hlinka, tschechischer Eishockeyspieler und -trainer
- 1950: Jörg Haider, österreichischer Politiker und Landeshauptmann von Kärnten
- 1950: Jiří Lábus, tschechischer Schauspieler
- 1950: Paul Pena, US-amerikanischer Bluesmusiker

#### 1951–1975
- 1951: Jarmila Kratochvílová, tschechische Leichtathletin

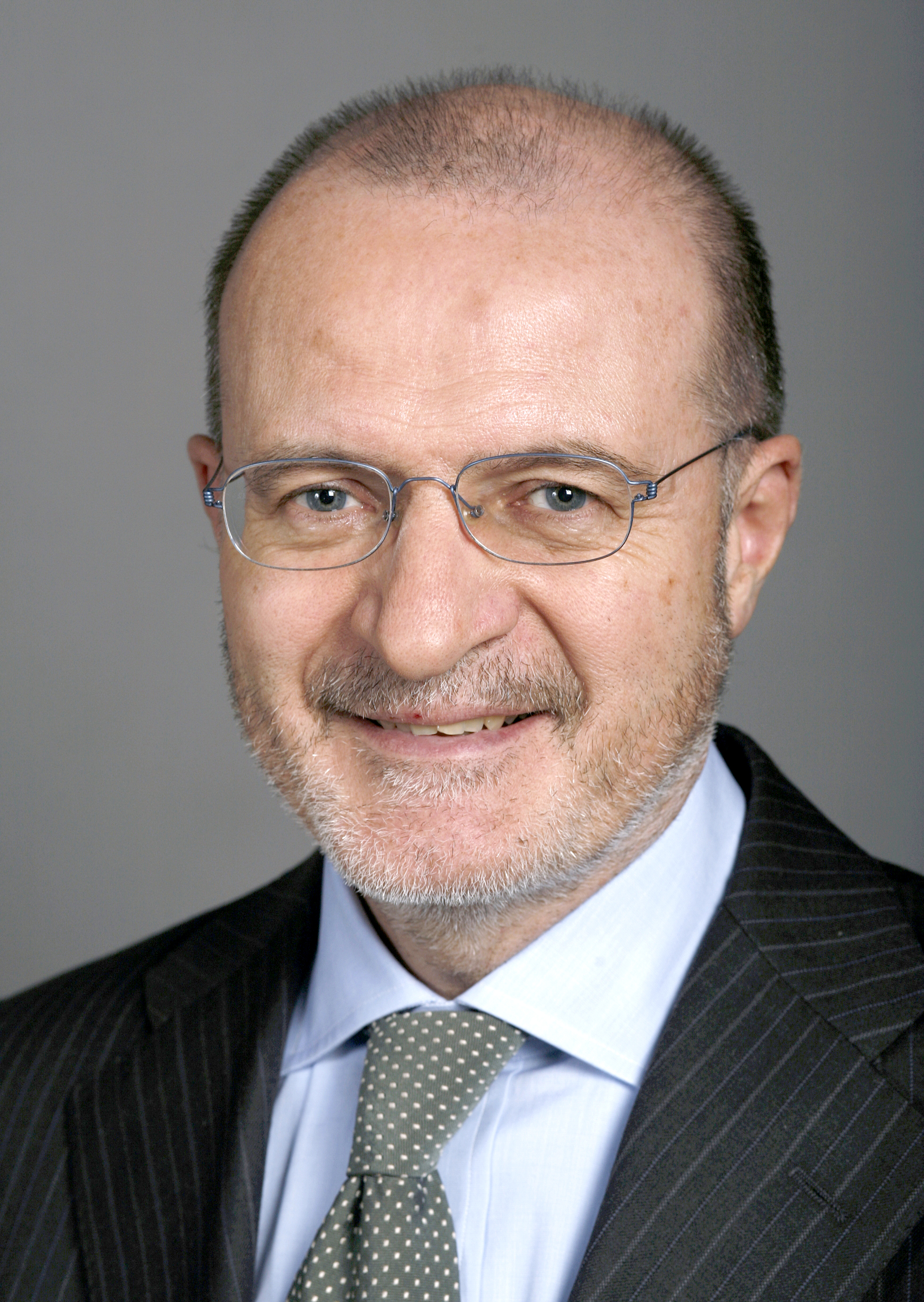
Fulvio Pelli (* 1951)

- 1951: Fulvio Pelli, Schweizer Politiker
- 1951: Hubert Rehm, deutscher Publizist, Autor und Verleger
- 1951: Erick Wujcik, US-amerikanischer Entwickler von Rollenspielen und Mitgründer des Rollenspielverlages Palladium Books
- 1952: Mimi Leder, US-amerikanische Filmregisseurin
- 1952: Frédéric Lodéon, französischer Cellist und Dirigent
- 1952: Konrad Samwer, deutscher Physiker und Materialwissenschaftler
- 1953: Reinhard Bütikofer, deutscher Politiker, MdL, MdEP
- 1953: Anders Fogh Rasmussen, dänischer Ministerpräsident
- 1953: Klaus Müller, deutscher Fußballspieler

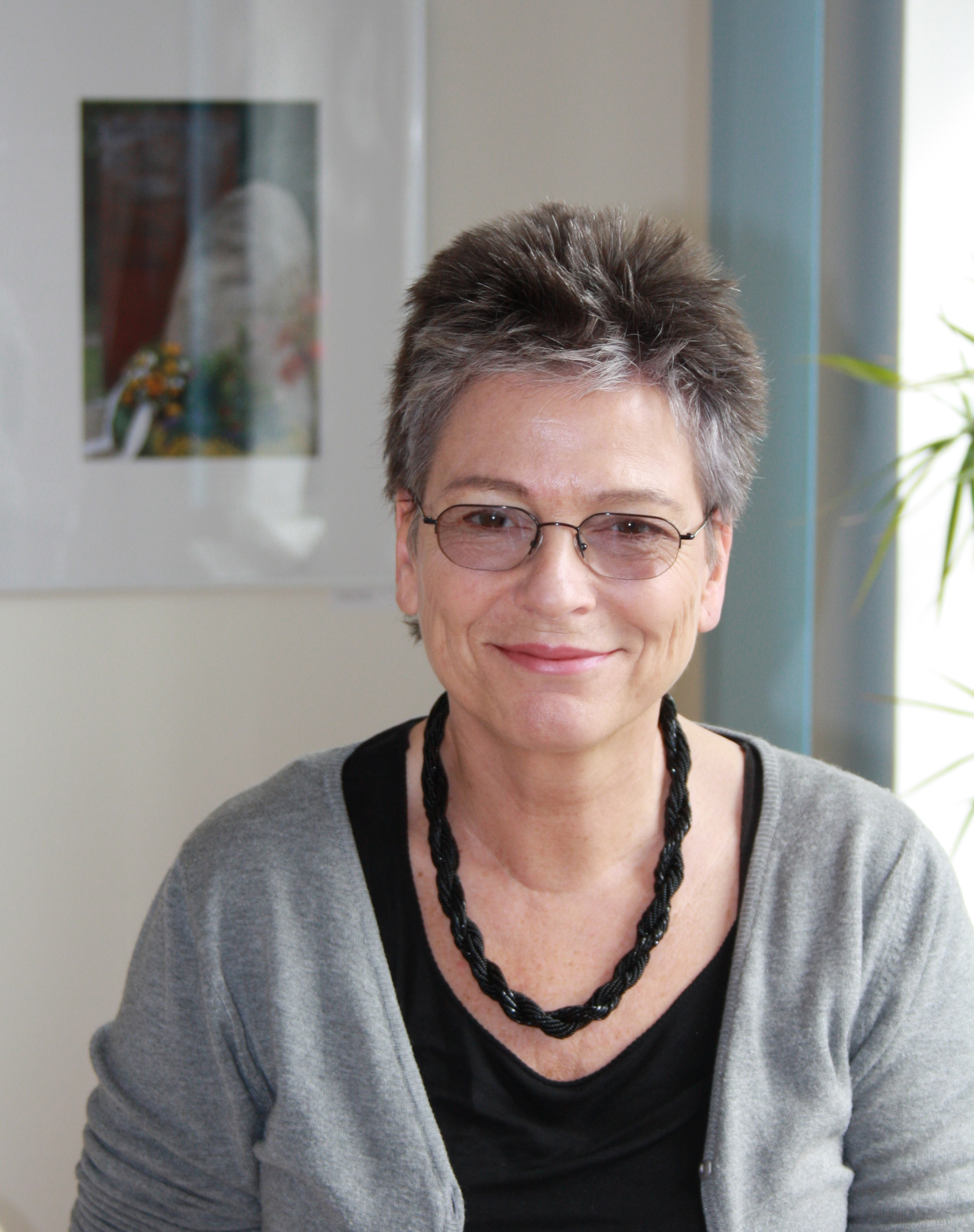
Ulrike Poppe (* 1953)

- 1953: Ulrike Poppe, deutsche Bürgerrechtlerin
- 1953: Robertas Sutkus, litauischer Großmeister im Fernschach
- 1953: Lucinda Williams, US-amerikanische Sängerin und Liedtexterin
- 1954: Robert Benz, deutscher Pianist und Musikpädagoge
- 1954: Owen Underhill, kanadischer Komponist, Dirigent, Flötist und Musikpädagoge
- 1954: Jürgen Vormeier, deutscher Jurist
- 1955: Björn Andrésen, schwedischer Schauspieler

Eddie Van Halen (* 1955)

- 1955: Eddie Van Halen, US-amerikanischer Rock-Gitarrist
- 1955: Philippe Martin, belgischer Automobilrennfahrer
- 1956: Steve Dobrogosz, US-amerikanischer Komponist
- 1957: Masamicz Amano, japanischer Komponist
- 1957: Rolf Fringer, österreichischer Fußballtrainer
- 1958: Anita Baker, US-amerikanische Jazz-Sängerin
- 1958: Christophe Coin, französischer Cellist, Gambist und Dirigent
- 1958: Ellen DeGeneres, US-amerikanische Schauspielerin, Moderatorin und Komikerin
- 1958: Gian Piero Gasperini, italienischer Fußballspieler und -trainer
- 1958: Wolfram König, deutscher Ingenieur und Präsident des Bundesamtes für Strahlenschutz
- 1959: Moritz Hunzinger, deutscher Public-Relations-Unternehmer
- 1959: Ingo Schachtschneider, deutscher Politiker, MdL
- 1959: Erwin Vandenbergh, belgischer Fußballspieler
- 1960: Petsch Moser, Schweizer Freestyle-Skier
- 1960: María Rivas, venezolanische Sängerin und Komponistin
- 1961: Wayne Gretzky, kanadischer Eishockeyspieler
- 1961ː Julia Kent,  deutsche Schauspielerin
- 1961: Benjamín Rausseo, venezolanischer Komiker und Entertainer
- 1962: Andreas Aguilar, deutscher Kunstturner
- 1962: Ali N. Askin, deutscher Komponist, Arrangeur und Musikproduzent
- 1962: Lena Biolcati, italienische Sängerin
- 1962: Anna LaCazio, US-amerikanische Sängerin
- 1962: Oscar Ruggeri, argentinischer Fußballspieler
- 1963: Riddell Akua, nauruischer Politiker

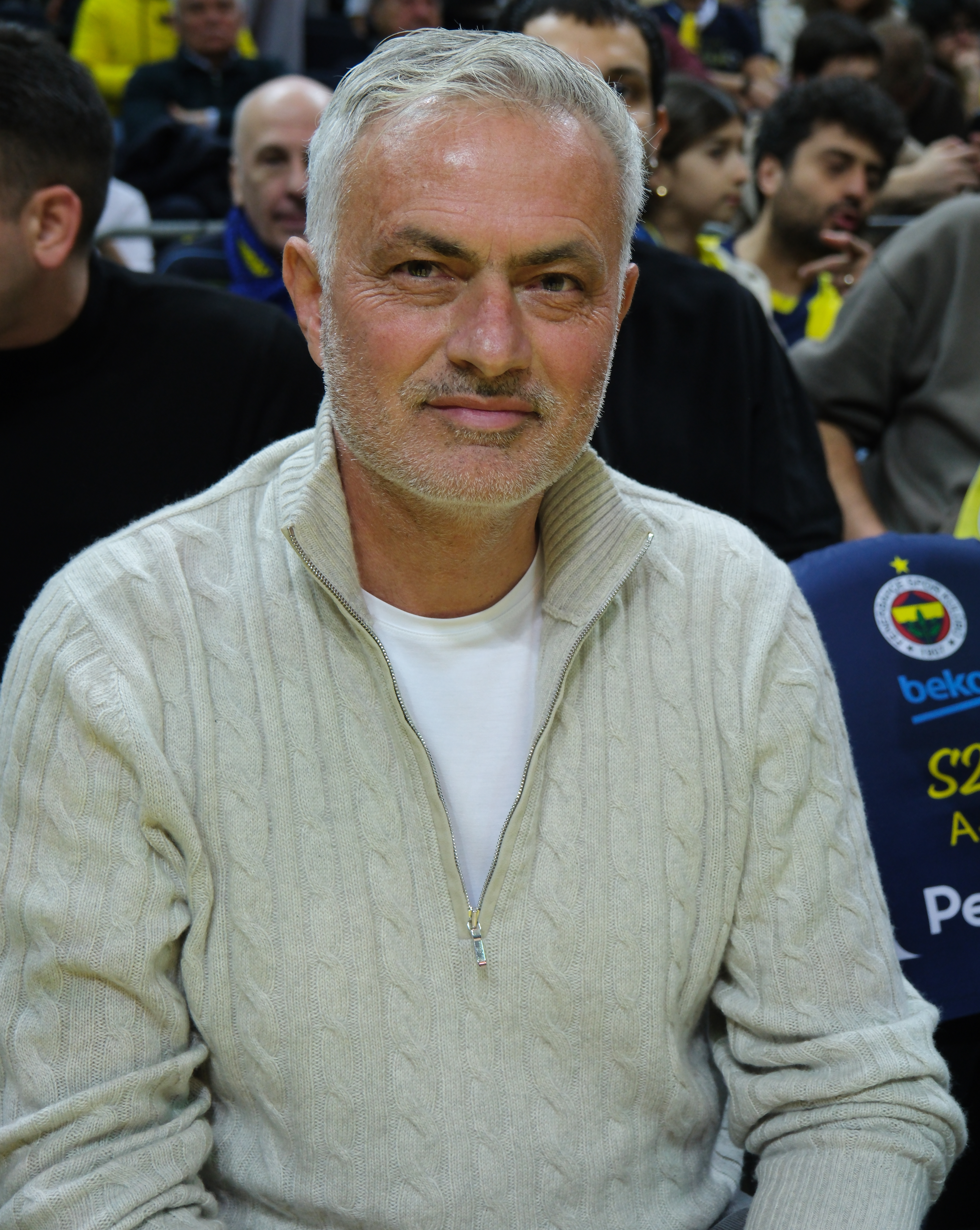
José Mourinho (* 1963)

- 1963: José Mourinho, portugiesischer Fußballtrainer
- 1963: Gundula Rapsch, deutsche Schauspielerin
- 1964: Danilo Antonipieri, italienischer Biathlet und Skilangläufer
- 1964: Paul S. Aspinwall, britischer theoretischer Physiker und Mathematiker

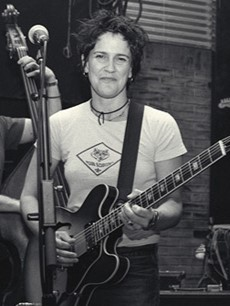
Wendy Melvoin (* 1964)

- 1964: Wendy Melvoin, US-amerikanische Gitarristin und Singer-Songwriterin
- 1964: Torkil Nielsen, färöischer Fußball- und Schachspieler
- 1965: Allison Hossack, kanadische Schauspielerin
- 1965: Gernot Klemm, deutscher Kommunalpolitiker
- 1965: Siavash Shams, iranischer Sänger
- 1967: Simon Adams, südafrikanischer Dartspieler
- 1967: Anno Hamacher, deutscher Jurist
- 1968: Frank Aehlig, deutscher Fußballfunktionär
- 1969: Maarten den Bakker, niederländischer Radrennfahrer
- 1969: Leif Schrader, deutscher Politiker, MdL
- 1970: Franco Colturi, italienischer Skirennläufer
- 1970: Kirk Franklin, US-amerikanischer Gospel-Musiker
- 1970: Scott Murphy, US-amerikanischer Politiker
- 1971: Hubert Aiwanger, deutscher Politiker
- 1971: Dorian Gregory, US-amerikanischer Schauspieler

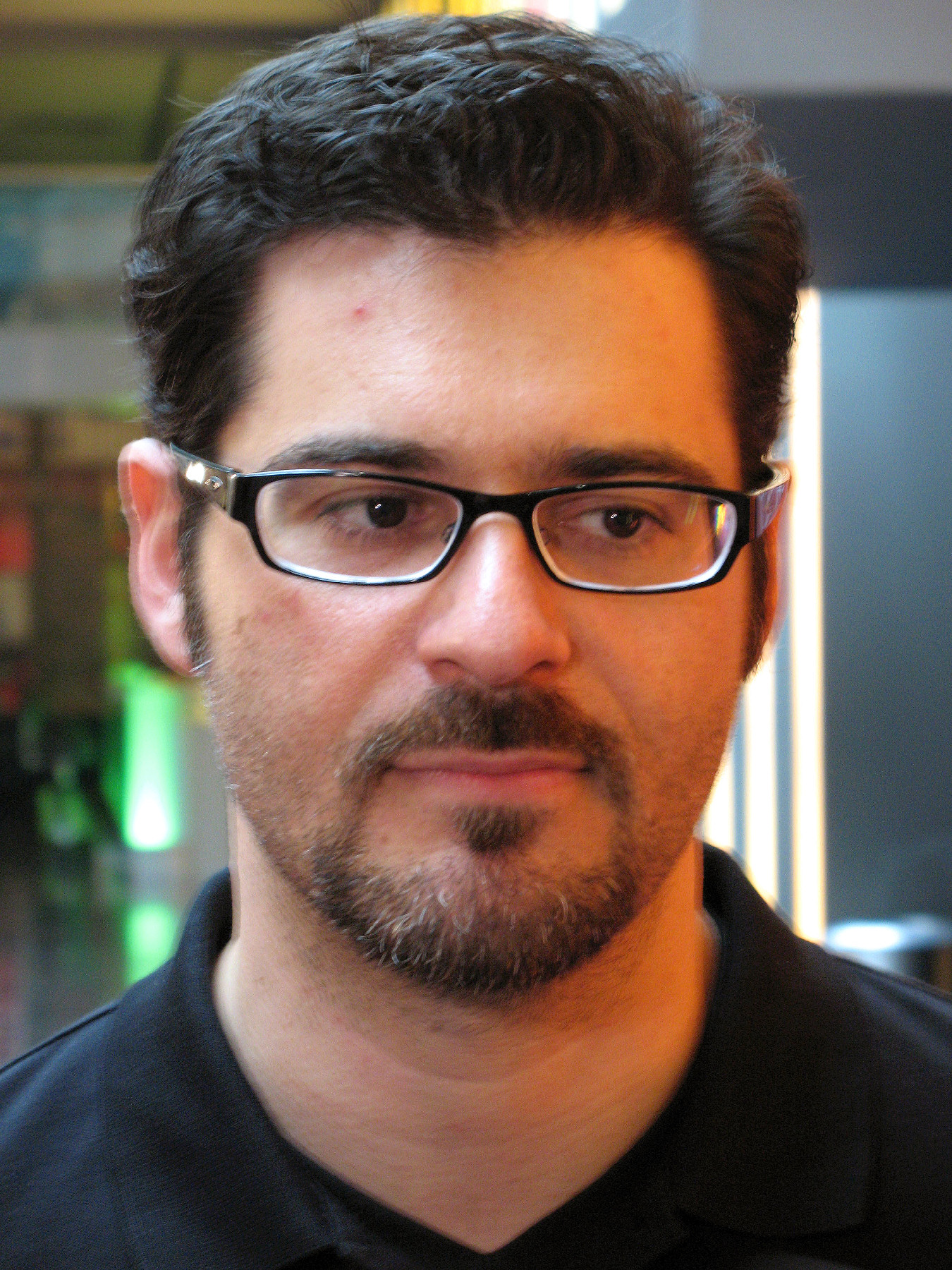
Rick Kavanian (* 1971)

- 1971: Rick Kavanian, deutscher Comedian
- 1971: Helge Sten, norwegischer Jazz-, Rock- und Ambientmusiker
- 1973ː Laura Di Salvo, deutsche Journalistin und Fernsehmoderatorin
- 1973: Rupert Ursin, österreichischer Physiker
- 1973: Luke Vibert, britischer Musiker
- 1974: Paul Breisch, luxemburgischer Domorganist
- 1974: César Cruchaga Lasa, spanischer Fußballspieler
- 1974: Marco Ratschiller, Schweizer Journalist und Karikaturist
- 1975: Tonje Larsen, norwegische Handballspielerin und -trainerin
- 1975: Pia Wunderlich, deutsche Fußballspielerin

#### 1976–2000
- 1976: Frédéric Rothen, Schweizer Eishockeyspieler
- 1976: Shirin Soraya, deutsche Schauspielerin
- 1977: Nicholaus Arson, schwedischer Lead-Gitarrist und Backgroundsänger (The Hives)

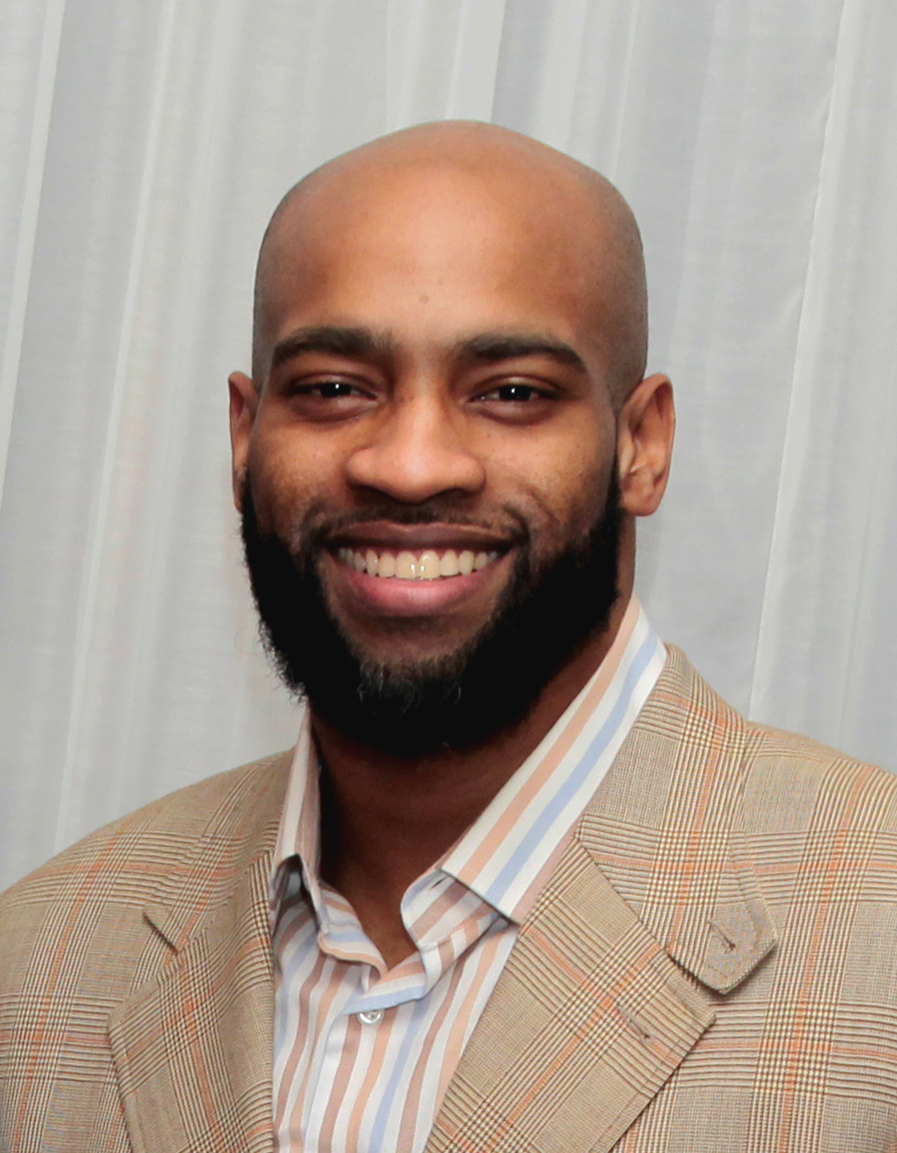
Vince Carter (* 1977)

- 1977: Vince Carter, US-amerikanischer Basketballspieler
- 1977: Ēriks Ešenvalds, lettischer Komponist
- 1977: Fumanschu, deutscher Rapper
- 1977: Park Hae-il, südkoreanischer Schauspieler
- 1978: Nastja Čeh, slowenischer Fußballspieler
- 1978: Christian Douglas, deutscher Politiker
- 1978: Kelly Stables, US-amerikanische Schauspielerin
- 1978: Adam Svoboda, tschechischer Eishockeyspieler
- 1979: Vital Julian Frey, Schweizer Cembalist
- 1979: Sara Rue, US-amerikanische Schauspielerin
- 1980: Ertuğrul Arslan, türkischer Fußballspieler
- 1980: Maximiliano Pellegrino, argentinischer Fußballspieler
- 1980: Tom Skinner, britischer Jazzmusiker
- 1981: Richard Antinucci, US-amerikanischer Automobilrennfahrer
- 1981: Lisa Antoni, österreichische Musicaldarstellerin
- 1981: Gustavo Dudamel, venezolanischer Dirigent

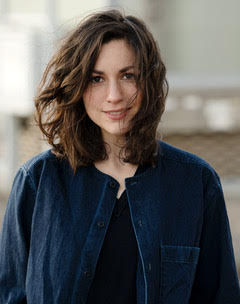
Eva Meckbach (* 1981)

- 1981: Eva Meckbach, deutsche Schauspielerin
- 1981: Svetlana Ognjenović, serbische Handballspielerin
- 1981: Nina Ritter, deutsche Eishockeyspielerin
- 1981: Leandro Somoza, argentinischer Fußballspieler
- 1982: Justin Cochrane, antiguanischer Fußballspieler
- 1982: Miloš Putera, slowakischer Handballspieler
- 1982: Grant Sampson, südafrikanischer Dartspieler
- 1983: Christian Adam, deutscher Fußballtorwart
- 1983: Florian Gruber, deutscher Automobilrennfahrer
- 1984: Silvi Antarini, indonesische Badmintonspielerin
- 1984: Antonio Rukavina, serbischer Fußballspieler
- 1984: Grzegorz Wojtkowiak, polnischer Fußballspieler
- 1985: Frank Hördler, deutscher Eishockeyspieler
- 1986: DJ Arafat, ivorischer Musiker
- 1986: Delia Arnold, malaysische Squashspielerin
- 1986: César Arzo, spanischer Fußballspieler
- 1986: Matthew Heafy, US-amerikanischer Sänger und Gitarrist
- 1987: Sebastian Giovinco, italienischer Fußballspieler
- 1987: Gojko Kačar, serbischer Fußballspieler
- 1987: Olson, deutscher Rapper
- 1988: Błażej Augustyn, polnischer Fußballspieler
- 1988: Jannis Meng, deutscher Schauspieler
- 1988: KC Rebell, deutscher Rapper
- 1988: Tülin Sezgin, deutsche Comedienne
- 1988ː Cansu Tosun, türkische Schauspielerin
- 1989ː Hannah Arterton, englische Schauspielerin
- 1989: MarShon Brooks, US-amerikanischer Basketballspieler
- 1989: Mattia Pozzo, italienischer Radrennfahrer
- 1989: Jakob Wais, deutscher Journalist
- 1990: Geraldine Kemper, niederländische Fernsehmoderatorin
- 1990: Christopher Massey, US-amerikanischer Schauspieler

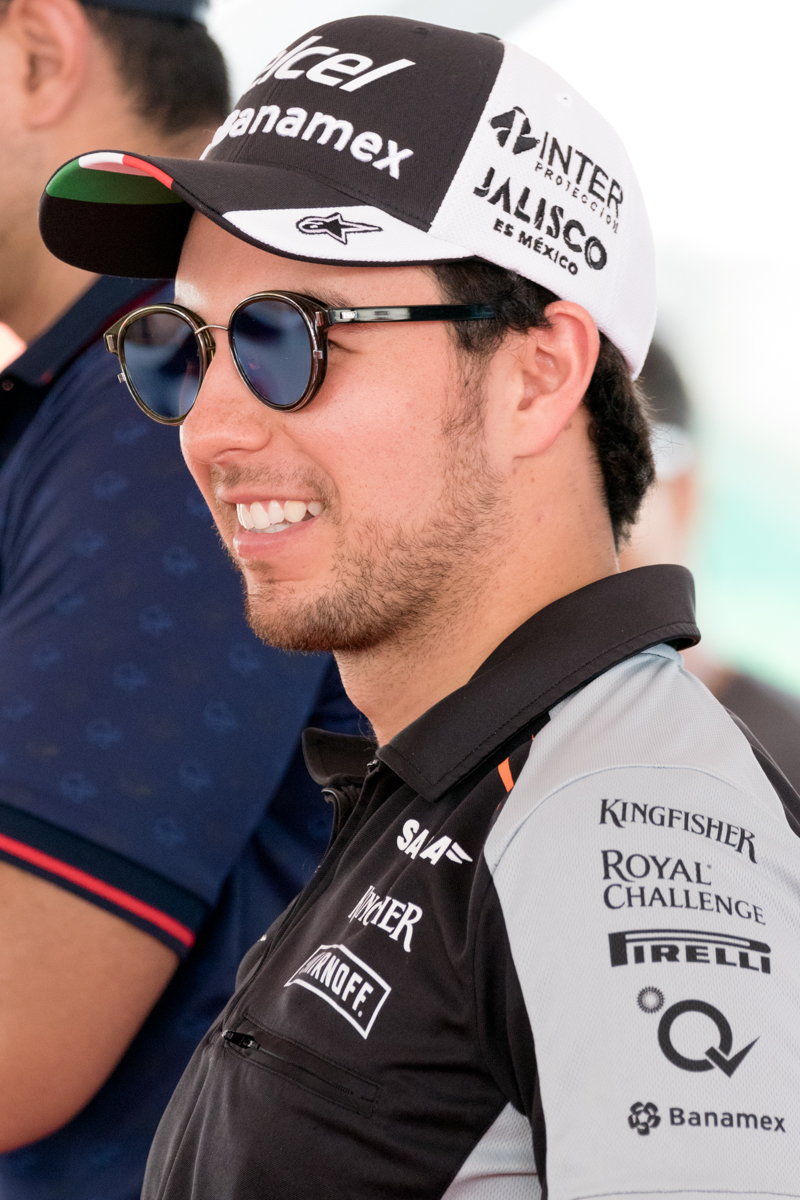
Sergio Pérez (* 1990)

- 1990: Sergio Pérez, mexikanischer Automobilrennfahrer
- 1990: Peter Sagan, slowakischer Radrennfahrer
- 1991: Lucia Anger, deutsche Skilangläuferin
- 1991: Alex Sandro, brasilianischer Fußballspieler
- 1991: Grégoire Demoustier, französischer Automobilrennfahrer
- 1991: Pål Varhaug, norwegischer Automobilrennfahrer
- 1992: Alexander Winkler, deutscher Fußballspieler
- 1993: Cameron Bright, kanadischer Schauspieler
- 1993: Alice Powell, britische Automobilrennfahrerin

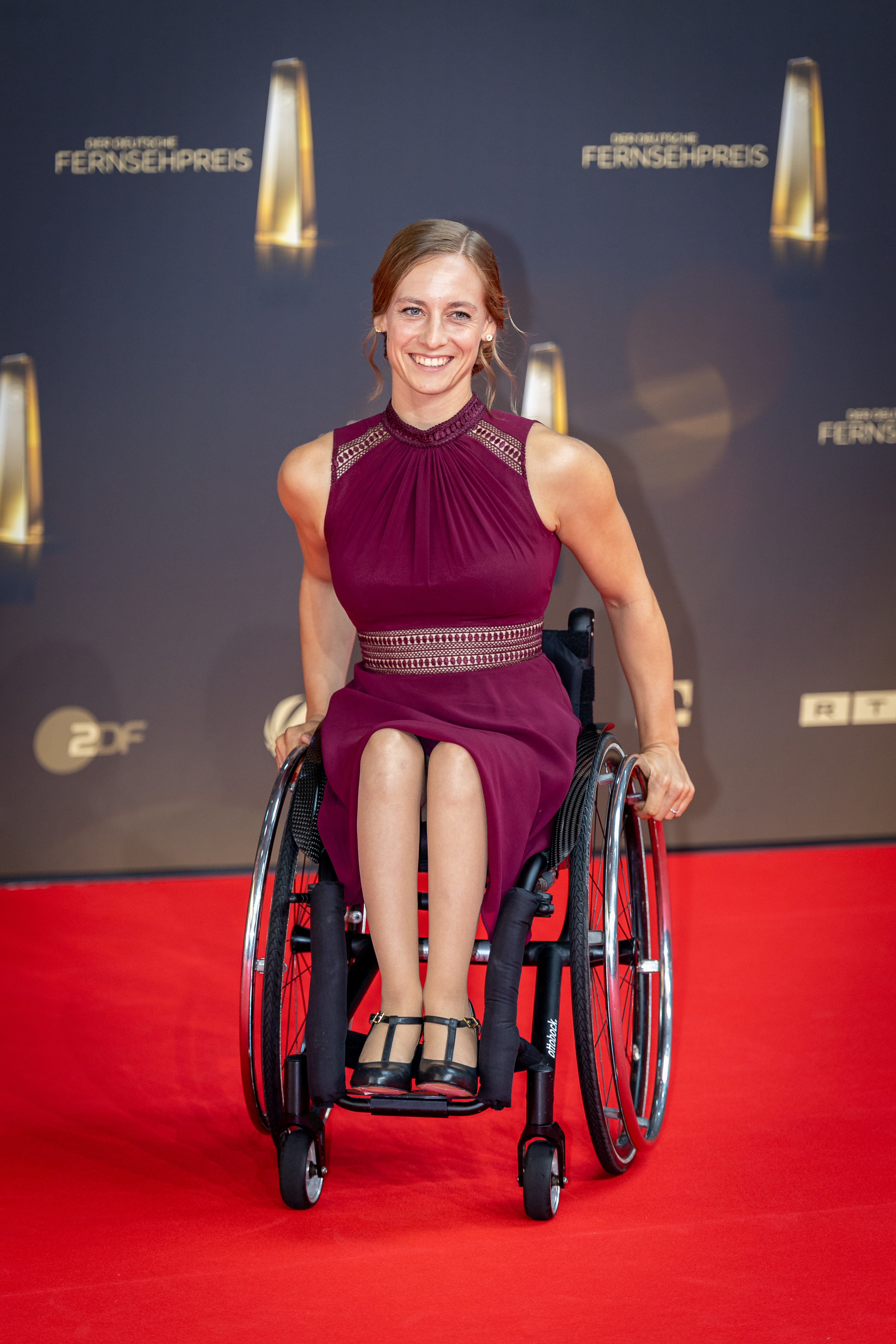
Anna Schaffelhuber (* 1993)

- 1993: Anna Schaffelhuber, deutsche Monoskifahrerin
- 1996: María Pedraza, spanische Schauspielerin
- 1997: Mikkel Pedersen, dänischer Autorennfahrer
- 1997: Gedion Zelalem, US-amerikanischer Fußballspieler
- 1998: Tua El-Fawwal, deutsche Schauspielerin
- 1998: Jan Zabystřan, tschechischer Skirennläufer
- 1999: Laurin Fravi, Schweizer Biathlet
- 2000ː Ester Expósito, spanische Schauspielerin

### 21. Jahrhundert
- 2001: Ai Ogura, japanischer Motorradrennfahrer
- 2003: Anna Andexer, österreichische Biathletin
- 2004: Julia Kink, deutsche Biathletin
- 2004: Tijmen van der Helm, niederländischer Autorennfahrer

## Gestorben

### Vor dem 16. Jahrhundert
- 0404: Paula von Rom, römische Heilige
- 0724: Yazid II., Kalif der Umayyaden
- 0738: Johannes von Dailam, syrischer Mönch und Klostergründer in Mesopotamien und Persien, Heiliger der ostsyrischen Kirche
- 0840: Notburga von Bühl, schottische Königstochter

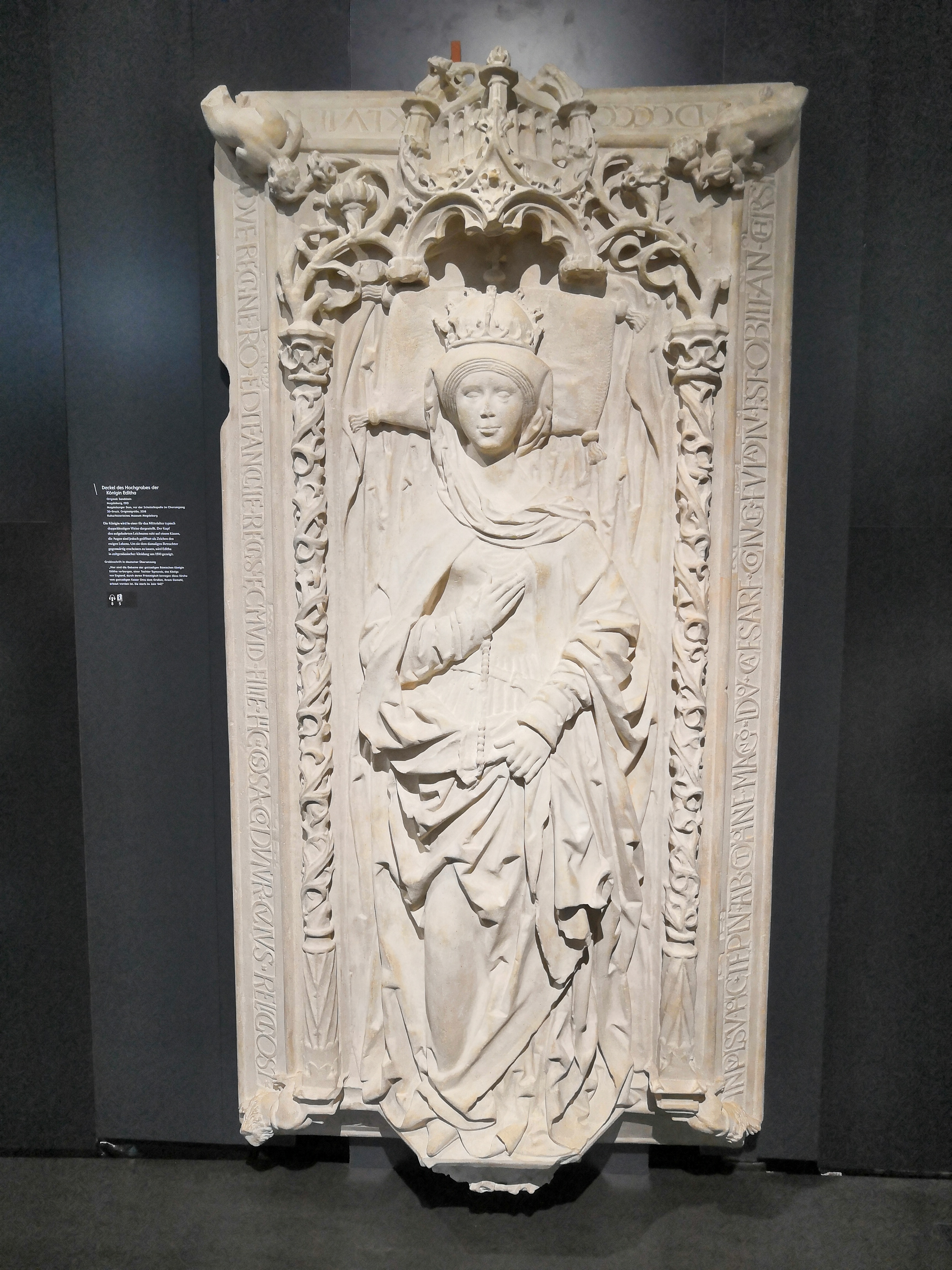
Edgitha († 946)

- 0946: Edgitha, angelsächsische Prinzessin und Gattin Ottos des Großen
- 0985: Ryōgen, japanischer Mönch
- 1003: Rozala-Susanna von Italien, Gräfin von Flandern und Ehefrau des späteren französischen Königs Robert II.
- 1080: Amadeus II., Graf von Savoyen
- 1109: Alberich von Cîteaux, Benediktinerabt in Cîteaux
- 1135: Iwanko Pawlowitsch, Statthalter von Nowgorod
- 1143: Ali ibn Yusuf ibn Taschfin, Herrscher der Almoraviden
- 1170: Anséric I., Burgherr von Montréal
- 1188: Øystein Erlendsson, norwegischer Erzbischof von Nidaros (Trondheim)
- 1275: Ulrich von Liechtenstein, mittelhochdeutscher Dichter
- 1302: Godfrey Giffard, königlicher Kanzler und Bischof von Worcester
- 1313: Konrad von Luppurg, Elekt von Gurk und Bischof von Regensburg
- 1390: Adolf VII. der Milde, Graf von Holstein-Kiel und Graf von Holstein-Plön
- 1398: Hilger Quattermart von der Stesse, Kölner Bürgermeister und Diplomat
- 1425: Katharina von Burgund, Herzogin in den habsburgischen Vorlanden
- 1487: Philipp von Henneberg, Fürstbischof des Hochstiftes Bamberg

### 16. bis 18. Jahrhundert
- 1516: Johann Neuhauser, bayerischer Staatsmann
- 1556: Humayun, Großmogul von Indien
- 1576: Juan Ortiz de Zárate, spanischer Konquistador

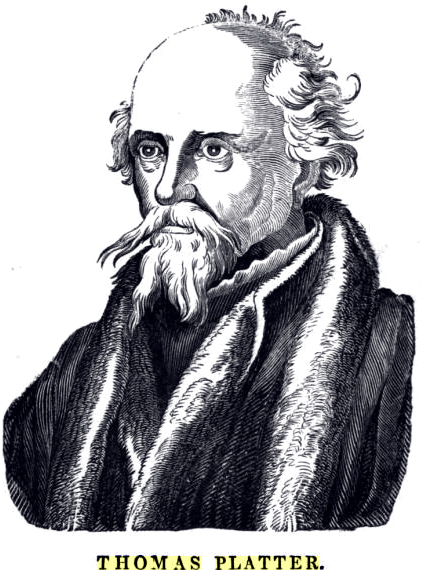
Thomas Platter († 1582)

- 1582: Thomas Platter der Ältere, Schweizer Schriftsteller
- 1600: Lorenzo Priuli, Patriarch von Venedig
- 1613: Jakub Potocki, polnischer Heerführer und Generalwoiwode
- 1622: Khusrau Mirza, ältester Sohn des Großmoguln Jahangir und Bruder von Shah Jahan
- 1623: Johannes Olearius, deutscher lutherischer Theologe und Philologe
- 1630: Henry Briggs, englischer Mathematiker und Astronom
- 1631: Ludwig Friedrich von Württemberg-Mömpelgard, deutscher Fürst
- 1642: Johann Matthäus Meyfart, deutscher lutherischer Theologe, Pädagoge und Kämpfer gegen die Hexenverfolgungen
- 1650: Johann Ludwig von Erlach, Schweizer General und Staatsmann
- 1669: Emmerich von Stall, Franziskanereremit, Priester und Alchemist
- 1675: Domenico II. Contarini, 104. Doge von Venedig
- 1679: Domenico Carlone, italienischer Baumeister und Stuckateur
- 1685: Johann Michael Nicolai, deutscher Violonist und Komponist
- 1688: Wolfgang Christoph Truchsess von Waldburg, kurbrandenburgischer Generalmajor
- 1690: Abraham Delosea, Schweizer evangelischer Geistlicher und Heimatforscher
- 1695: Johann Heinrich Horb, deutscher evangelischer Theologe
- 1704: Rudolf August, Herzog von Braunschweig und Lüneburg, Fürst von Braunschweig-Wolfenbüttel
- 1706: Guillaume Poitevin, französischer Serpentbläser, Kapellmeister und Komponist
- 1709: Eleonore Charlotte von Sachsen-Lauenburg, Herzogin von Schleswig-Holstein-Sonderburg
- 1713: Jean Chardin, französischer Forschungsreisender
- 1715: Veit Hans Schnorr von Carolsfeld, Hammer- und Blaufarbenherr in Sachsen, Gründer von Carlsfeld im Erzgebirge
- 1724: Wolferdus Senguerdius, niederländischer Naturphilosoph
- 1725: Sulchan-Saba Orbeliani, georgischer Mönch, Politiker und Schriftsteller
- 1726: Gregorio De Ferrari, italienischer Maler und Freskant
- 1730: Henrico Albicastro, deutscher Komponist
- 1734: Alexander Hermann von Wartensleben, Offizier in verschiedenen Diensten, preußischer Generalfeldmarschall und als Wirklicher Geheimer Rat Teil des Drei-Grafen-Kabinetts
- 1744: Johann Friedrich Henckel, deutscher Arzt, Mineraloge, Metallurg und Chemiker
- 1744: Ludwig Andreas von Khevenhüller, kaiserlicher Feldmarschall
- 1747: Willem van Mieris, niederländischer Genre-, Historien- und Porträtmaler
- 1748: Pierre Rameau, französischer Tanzmeister und Choreograph
- 1752: Anton Leodegar Keller, Luzerner Ratsmitglied, Vogt und Tagsatzungsgesandter
- 1757: René Louis d’Argenson, französischer Adeliger und Minister
- 1759: Johanna Katharina von Montfort, Fürstin und Regentin von Hohenzollern-Sigmaringen
- 1761: Charles Louis Auguste Fouquet de Belle-Isle, französischer General, Marschall von Frankreich
- 1775: Domingo de Boenechea, spanischer Seefahrer und Entdecker
- 1775: Johann Gregorius Höroldt, deutscher Porzellanmaler
- 1776: Johann Caspar Högl, österreichischer Kommunalpolitiker, Steinmetzmeister und Bildhauer
- 1779: Thomas Hudson, britischer Porträtmaler und Kunstsammler
- 1793: Nicolas-Germain Léonard, französischer Dichter und Romanautor
- 1795: Johann Christoph Friedrich Bach, deutscher Musiker und Komponist
- 1798: Christian Gottlob Neefe, deutscher Komponist, Organist, Kapellmeister und Musikwissenschaftler
- 1800: Felix Matthäus Stupan von Ehrenstein, österreichischer Jurist

### 19. Jahrhundert
- 1804: José Nicolás de Azara, spanischer Politiker, Diplomat und Kunstmäzen
- 1806: Richard Law, US-amerikanischer Jurist und Politiker
- 1806: Jean-Joseph Mounier, französischer Politiker
- 1806: Johann Christoph Friedrich Schulz, deutscher evangelischer Theologe
- 1815: David von Wyss der Ältere, Bürgermeister von Zürich
- 1823: Edward Jenner, britischer Arzt und Entdecker der Pockenschutzimpfung
- 1824: Théodore Géricault, französischer Maler der Romantik
- 1825: Johann Gottfried Bornmann, deutscher evangelischer Geistlicher und Heimatforscher
- 1826: Christian Gottlob Thube, deutscher evangelischer Theologe, Mystiker und Prophet
- 1829: Anuvong, König des laotischen Königreichs Vientiane
- 1831: Johann Friedrich Bauder, preußischer und bayrischer Beamter
- 1832: Alexander Cochrane, britischer Admiral
- 1832: Johan Storm Munch, norwegischer Bischof und Schriftsteller

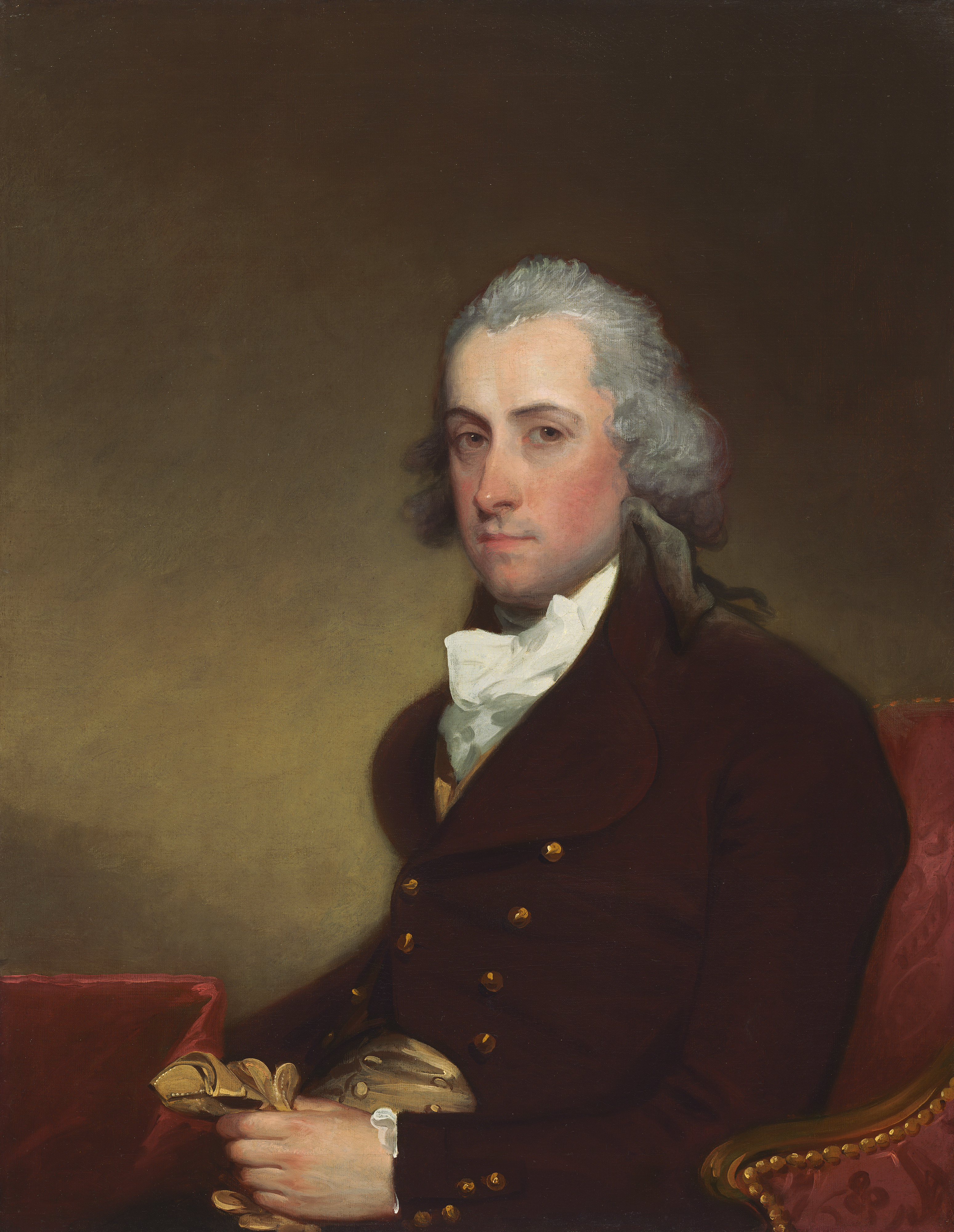
Stephen Van Rensselaer († 1839)

- 1839: Stephen Van Rensselaer III., US-amerikanischer Politiker, General und Philanthrop
- 1849: Thomas Lovell Beddoes, britischer Dichter
- 1851: Nikolaus von Flüe, Schweizer Offizier in spanischen Diensten und Landeshauptmann
- 1855: Gérard de Nerval, französischer Schriftsteller
- 1859: Lodewijk Gerard Visscher, niederländischer Literaturwissenschaftler und Historiker
- 1860: Wilhelmine Schröder-Devrient, deutsche Opernsängerin (Sopran)
- 1864: Clemens Maria Franz von Bönninghausen, niederländisch-deutscher Jurist, Homöopath und Botaniker
- 1864: Otto Lindblad, schwedischer Komponist
- 1866: Robert Foulis, britischer Erfinder
- 1872: Heinrich Riemann, deutscher Burschenschafter und Theologe
- 1873: Carlo d’Arco, italienischer Kunsthistoriker, Maler und Nationalökonom
- 1873: Amélie von Leuchtenberg, Kaiserin von Brasilien
- 1876: Frédérick Lemaître, französischer Schauspieler
- 1877: Daniel Haines, US-amerikanischer Politiker
- 1878: Ernst Friedrich Adickes, deutscher Politiker
- 1878: Ernst Heinrich Weber, deutscher Physiologe und Anatom

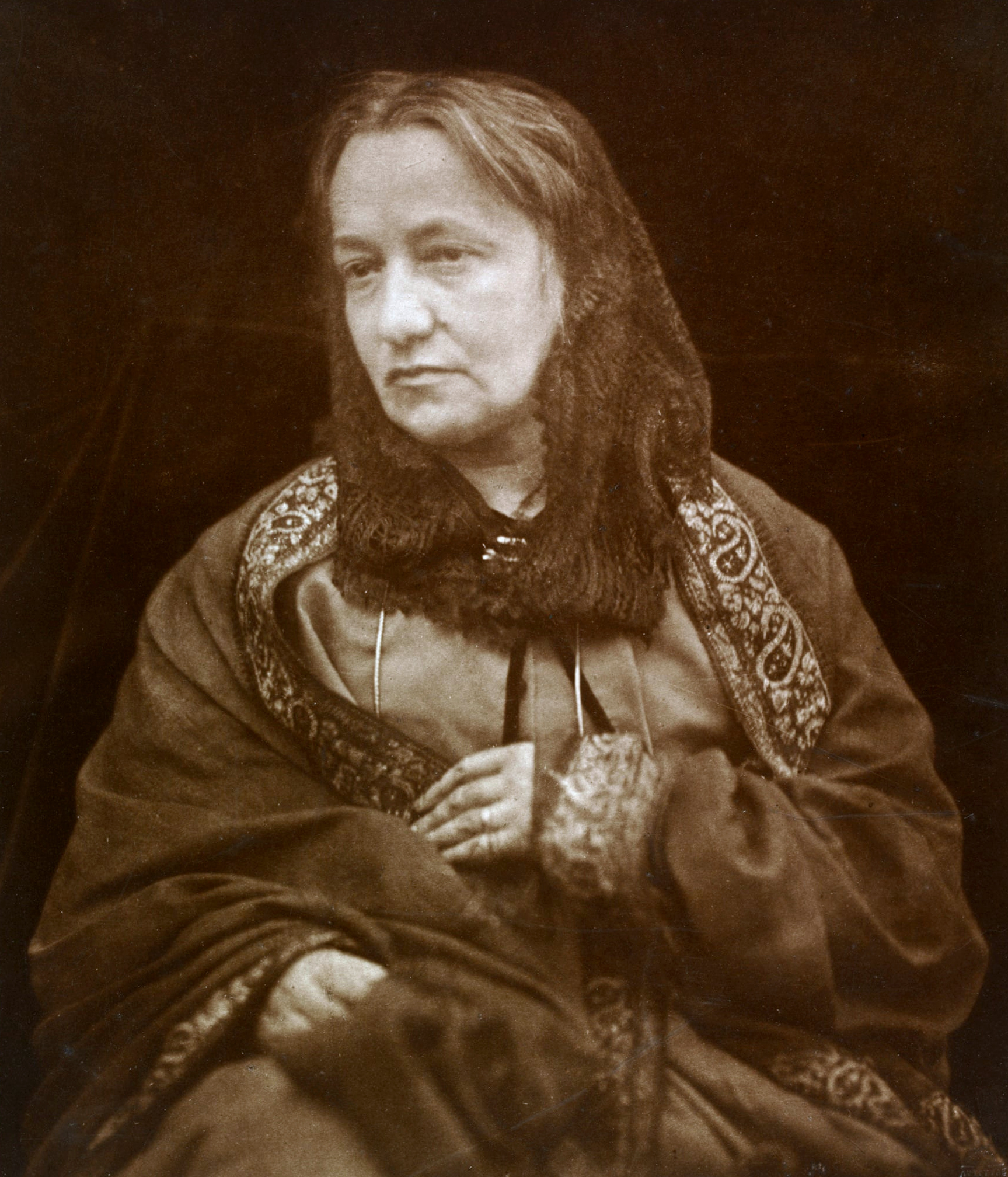
Julia Margaret Cameron († 1879)

- 1879: Julia Margaret Cameron, britische Fotografin
- 1884: John Letcher, US-amerikanischer Rechtsanwalt und Politiker, Gouverneur und Mitglied des Repräsentantenhauses für Virginia
- 1885: Charles George Gordon, britischer General
- 1886: David Rice Atchison, US-amerikanischer Politiker
- 1890: Hilger Hertel der Ältere, deutscher Architekt und Diözesanbaumeister
- 1891: Nicolaus Otto, deutscher Automobilpionier und Erfinder (Verbrennungsmotor, Viertaktprinzip)
- 1892: Ludovika Wilhelmine von Bayern, deutsche Adelige, Prinzessin von Bayern
- 1895: Arthur Cayley, britischer Mathematiker
- 1895: Nikolai Karlowitsch de Giers, russischer Staatsmann
- 1897: Sebastian Abratzky, Bezwinger der Festung Königstein
- 1899: Augustus Hill Garland, US-amerikanischer Politiker

### 20. Jahrhundert

#### 1901–1950

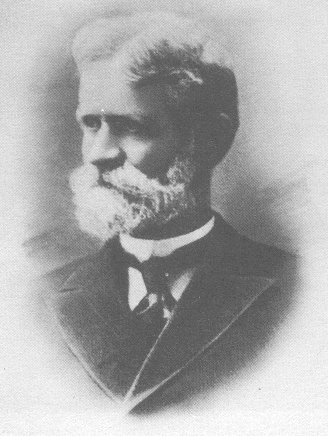
Almon Strowger († 1902)

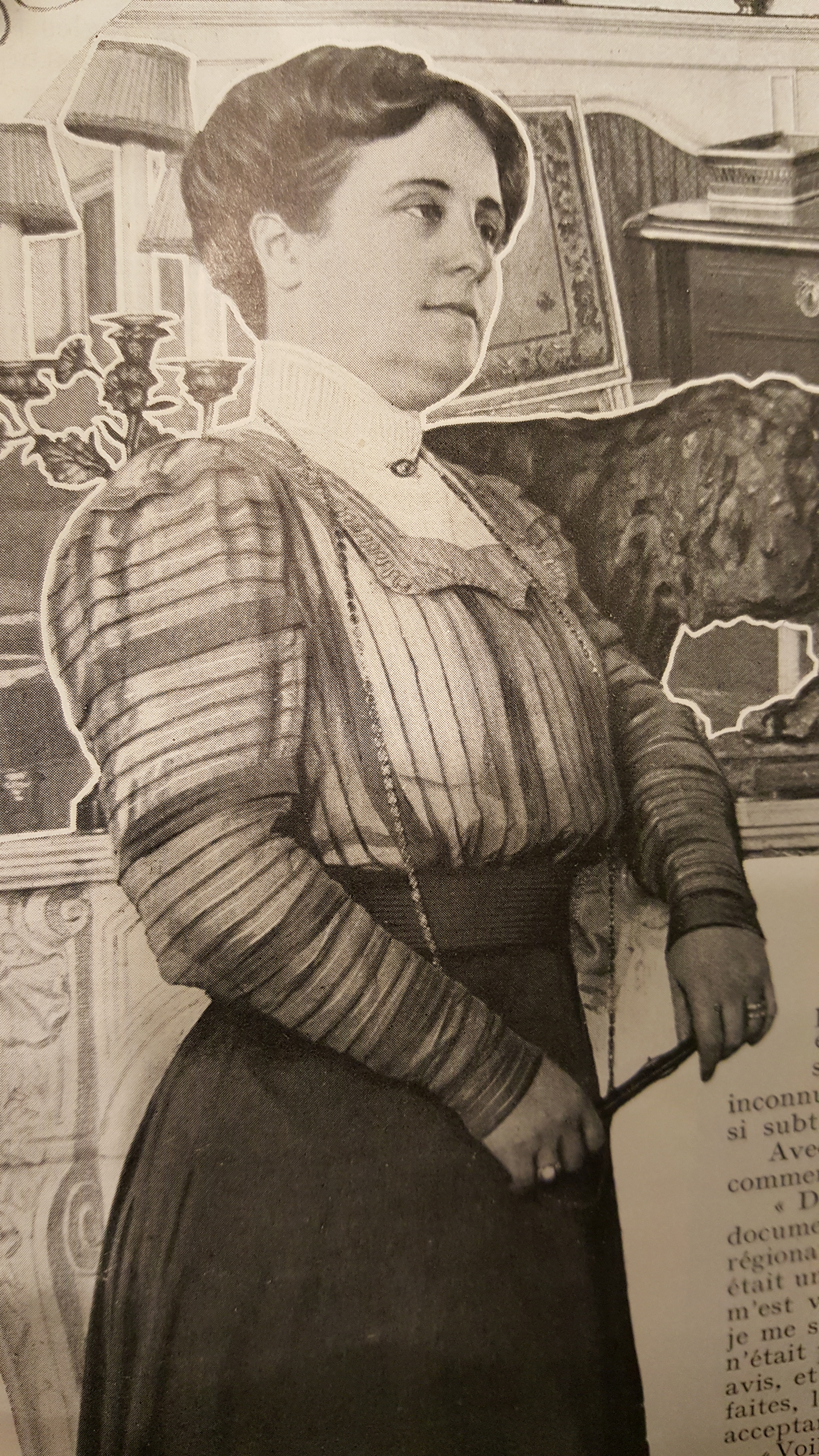
Louise Cruppi († 1925)

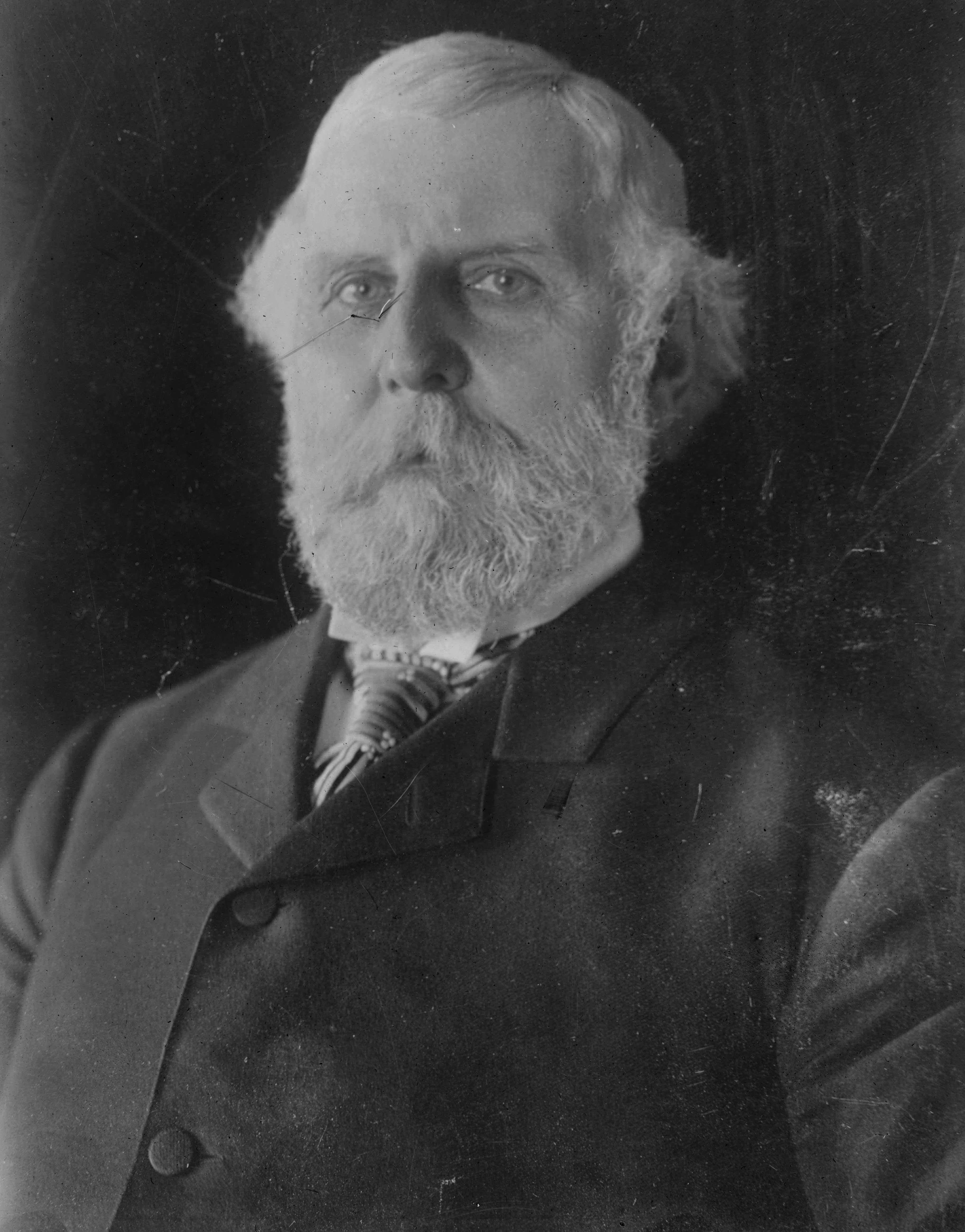
Lyman J. Gage († 1927)

- 1902: Almon Strowger, US-amerikanischer Erfinder der Grundlage für eine automatische Telefonvermittlungsstelle
- 1903: Pierre Coullery, Schweizer Mediziner und Politiker
- 1905: Johann Baptist Schneider, österreichischer Generalvikar und Weihbischof der Erzdiözese Wien
- 1906: Wilhelm Fürchtegott Niedermann, Schweizer Journalist und Bühnenautor
- 1906: Bruno zu Ysenburg und Büdingen, deutscher Adeliger, Fürst zu Ysenburg-Büdingen
- 1911: Friedrich Arnd, deutscher Publizist
- 1912: Cesare Pollini, italienischer Pianist, Komponist, Dirigent, Musikpädagoge und Konzertveranstalter
- 1913: Adolf Boettge, deutscher Militärmusiker
- 1913ː Annie Seifert, deutsche Malerin und Grafikerin, Gründungsmitglied der Gruppe Dresdner Künstlerinnen
- 1914: Rudolf Swoboda der Jüngere, österreichischer Maler
- 1915: Akaki Zereteli, georgischer Schriftsteller und Politiker
- 1916: William Shakespeare Burton, britischer Genre- und Historien-Maler
- 1918: Ewald Hering, deutscher Physiologe und Hirnforscher
- 1918: Ludwig Edinger, deutscher Mediziner, Neurologe und Hirnforscher, erster Professor für Neurologie in Deutschland
- 1919: Hermann von Bönninghausen, deutscher Leichtathlet und Olympiateilnehmer
- 1921: Oskar von Hase, deutscher Verleger und Buchhändler
- 1922: Luigi Denza, italienischer Komponist.
- 1922: Alfred Gercke, deutscher Altphilologe
- 1925ː Louise Cruppi, französische Schriftstellerin, Musikerin und Feministin
- 1926: Joseph Beattie Armstrong, neuseeländischer Botaniker
- 1927: Lyman J. Gage, US-amerikanischer Politiker
- 1929: Anton Feith, deutscher Orgelbauer
- 1929: William Edwin Haesche, US-amerikanischer Komponist
- 1932: Harry Fuld, deutscher Industrieller
- 1932: William Wrigley jr., US-amerikanischer Industrieller und Kaugummihersteller
- 1932: Oskar Ziethen, deutscher Kommunalpolitiker, erster Bürgermeister der Stadt Lichtenberg
- 1937: Bertha Mathilde Müller, österreichische Malerin
- 1938ː Zitkala-Ša, US-amerikanische indigene Schriftstellerin, Musikerin und Aktivistin
- 1941: Marie Narelle, australische Sängerin
- 1942: Albert Elmer Austin, US-amerikanischer Politiker
- 1942: Felix Hausdorff, deutscher Mathematiker
- 1943: Nikolai Iwanowitsch Wawilow, russischer Botaniker und Genetiker

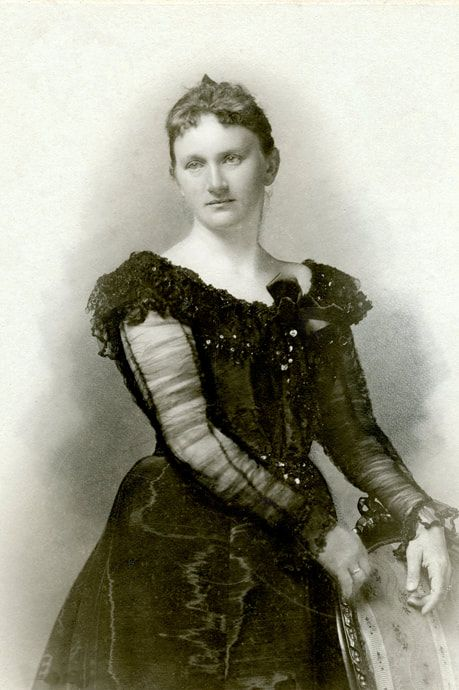
Luise Greger († 1944)

- 1944: Luise Greger, deutsche Komponistin
- 1948: Thomas Theodor Heine, deutscher Maler, Zeichner und Schriftsteller
- 1948: John Lomax, US-amerikanischer Folklore- und Musikforscher
- 1948: Heinrich Sohnrey, deutscher Volksschriftsteller und Publizist

#### 1951–2000
- 1952: Chorloogiin Tschoibalsan, mongolischer kommunistischer Politiker
- 1953: Georges Aeby, Schweizer Komponist und Professor
- 1954: Adolf Spilker, deutscher Chemiker und Techniker
- 1959: Bruno Gröning, deutscher umstrittener Geistheiler
- 1960: Hans Lukaschek, deutscher Politiker und Bundesminister
- 1961: Walter Folger Brown, US-amerikanischer Politiker
- 1962: Fran Lhotka, kroatischer Komponist

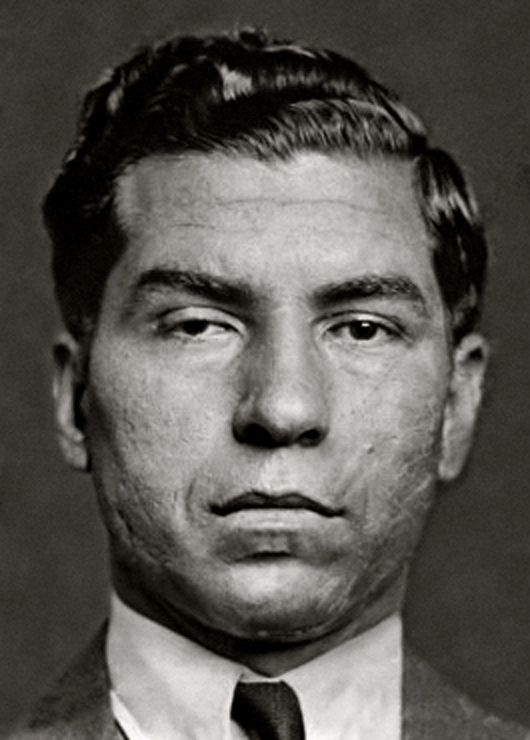
Lucky Luciano († 1962)

- 1962: Lucky Luciano, US-amerikanischer Verbrecher und Mafioso (Mobster)
- 1963: Maurice Hankey, britischer Staatsbediensteter, Miterfinder der Panzerwaffe
- 1964: Bastiampillai Anthonipillai, sri-lankischer Ordensgeistlicher
- 1965: George Enacovici, rumänischer Komponist
- 1965: Harry Stuhldreher, US-amerikanischer American-Football-Spieler und -Trainer
- 1966: Thea Arnold, deutsche Politikerin, MdB
- 1966: Curt Baller, deutscher Jurist, Kommunalpolitiker und preußischer Verwaltungsbeamter
- 1967: Hermann Adler, deutscher Offizier
- 1967: August Klingenheben, deutscher Afrikanist
- 1970: Eduard Wirz, Schweizer Lokalhistoriker und Dichter
- 1972: Wladimir Michailowitsch Jurowski, ukrainisch-sowjetischer Komponist

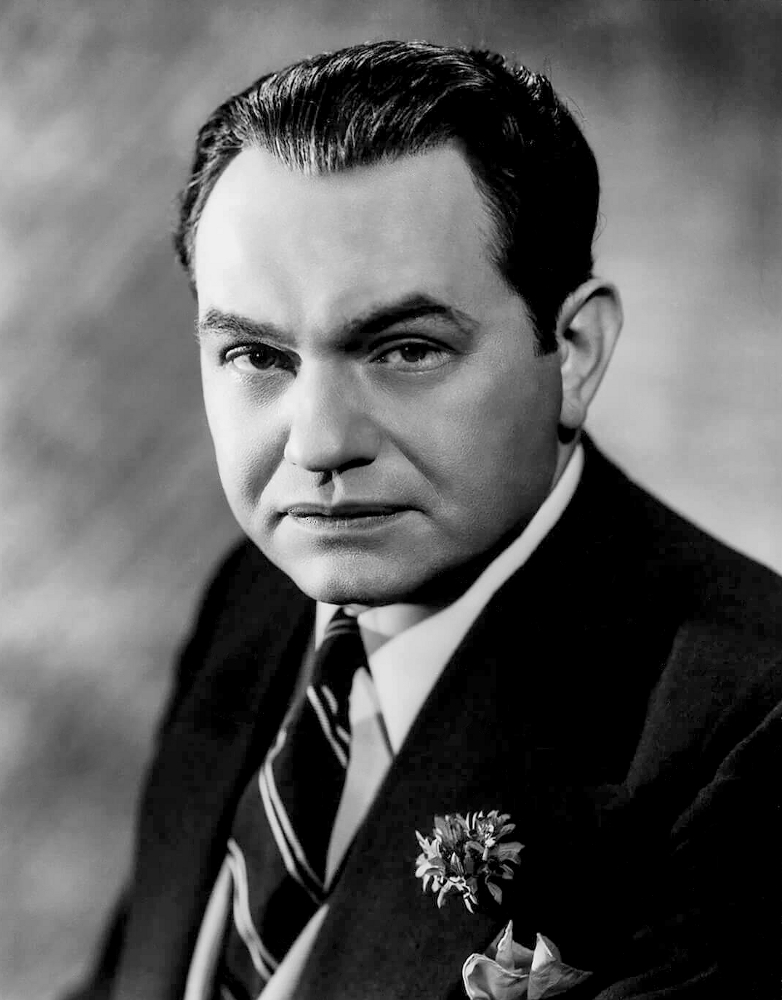
Edward G. Robinson († 1973)

- 1973: Edward G. Robinson, US-amerikanischer Schauspieler
- 1974: Wiktor Łabuński, polnisch-amerikanischer Komponist, Pianist und Musikpädagoge
- 1974: Julius Patzak, österreichischer Opern- und Liedsänger (Tenor)
- 1974: Siegfried von Vegesack, deutscher Schriftsteller
- 1975: Fritz Selbmann, deutscher Schriftsteller, Minister und Parteifunktionär in der DDR
- 1975: Helmut Koch, deutscher Dirigent und Chorleiter
- 1975: Josef Andreas Jungmann, österreichischer Jesuit, Liturgiker und Konzilsberater
- 1976: Luis Alberti, dominikanischer Merenguekomponist
- 1976: Walter Artelt, deutscher Arzt, Zahnarzt und Medizinhistoriker
- 1976: Max Daetwyler, erster Schweizer Kriegsdienstverweigerer, Pazifist und Anhänger der Abstinenzbewegung
- 1977: Dietrich von Hildebrand, deutscher katholischer Philosoph und Autor
- 1978: Armand James Quick, US-amerikanischer Arzt und Chemiker
- 1979: Waldemar Augustiny, deutscher Schriftsteller
- 1979: Werner Kallmorgen, deutscher Architekt

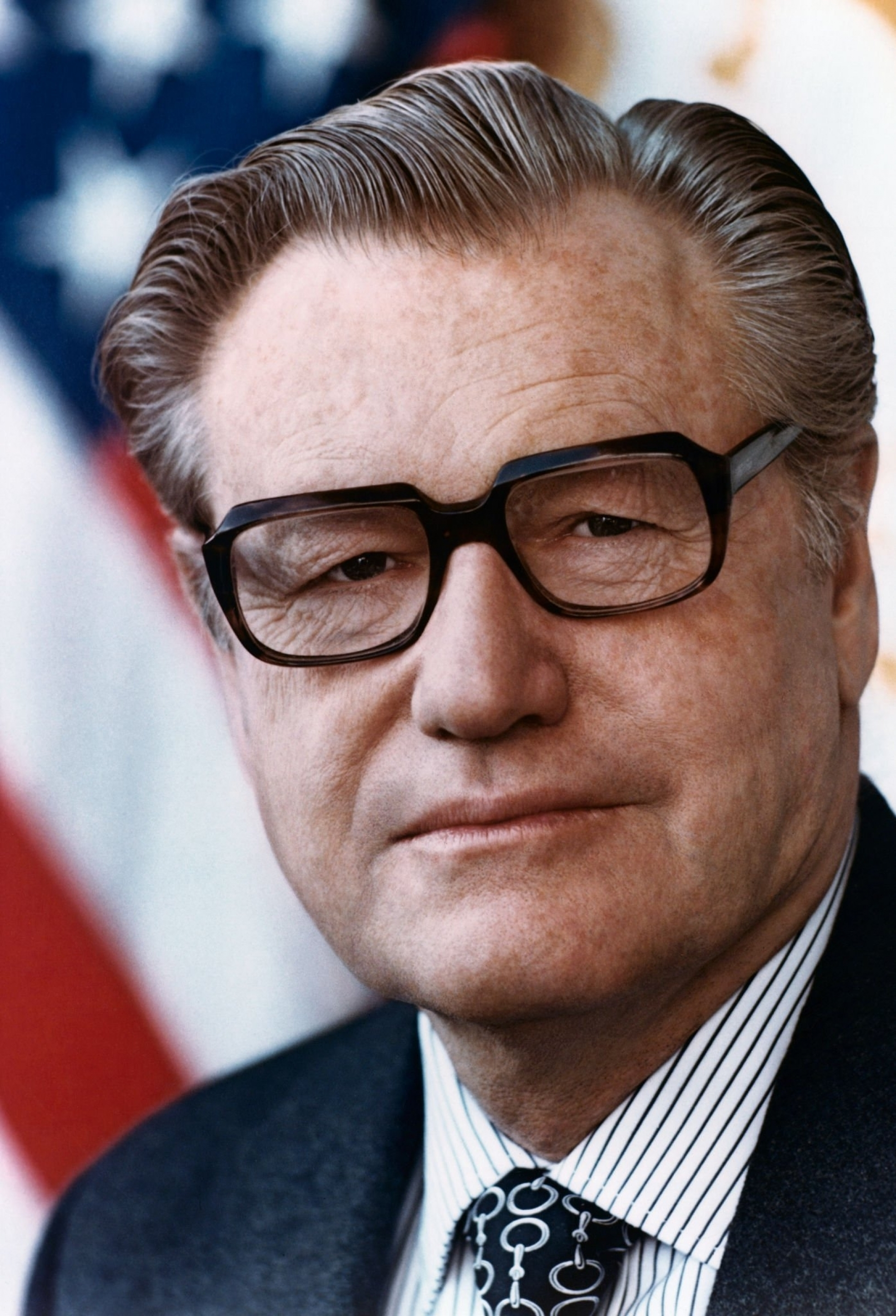
Nelson Rockefeller († 1979)

- 1979: Nelson Rockefeller, US-amerikanischer Politiker, Vizepräsident der USA
- 1983: Clara von Simson, deutsche Naturwissenschaftlerin und Politikerin
- 1984: Leny Marenbach, deutsche Schauspielerin
- 1985: Jacob Yuchtman, sowjetisch-US-amerikanischer Schachmeister
- 1985: Kenny Clarke, US-amerikanischer Jazz-Musiker
- 1987: Charles Wolcott, US-amerikanischer Musikdirektor, Komponist und Filmkomponist
- 1988: Gustav Aufhammer, deutscher Pflanzenbauwissenschaftler und Pflanzenzüchter
- 1988: Stephan Koren, österreichischer Politiker, Wirtschaftswissenschaftler, Finanzminister, Präsident der Oesterreichischen Nationalbank
- 1990: Hal Draper, US-amerikanischer Sozialist, Marxismusforscher, Autor und Übersetzer
- 1990: Bob Gerard, britischer Rennfahrer
- 1990: Miloslav Ištvan, tschechischer Komponist und Musikpädagoge
- 1990: Lewis Mumford, US-amerikanischer Architekturkritiker und Wissenschaftler
- 1990: Higashikuni Naruhiko, japanischer Politiker und Premierminister
- 1992: José Ferrer, puerto-ricanischer Schauspieler

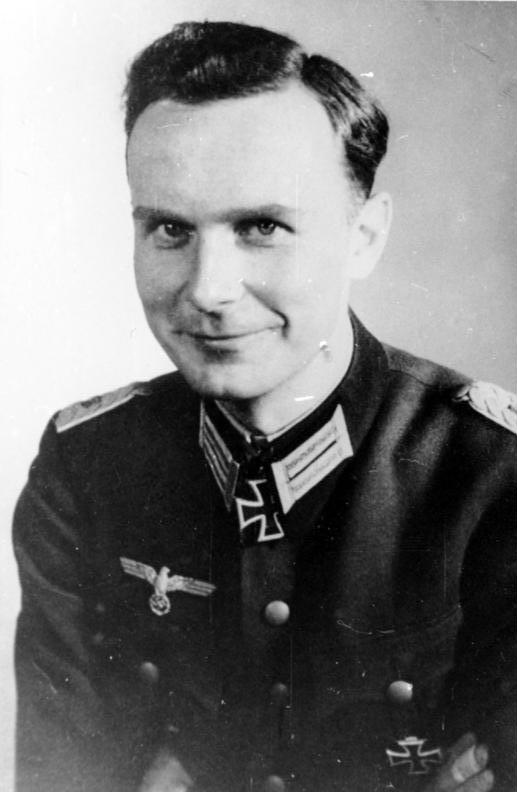
Axel von dem Bussche († 1993)

- 1993: Axel von dem Bussche, deutscher Offizier und Widerstandskämpfer
- 1993: Robert Jacobsen, dänischer Bildhauer, Maler und Grafiker
- 1993: Jeanne Sauvé, kanadische Journalistin, Politikerin und Staatsfrau
- 1994: Ales Adamowitsch, belarussischer Schriftsteller, Kritiker und Literaturwissenschaftler
- 1994: Lejaren Hiller, US-amerikanischer Komponist
- 1996: Cyrus Atabay, persischer Schriftsteller
- 1996: Peter Aust, deutscher Schauspieler
- 1996: Harold Brodkey, US-amerikanischer Schriftsteller
- 1996: Saul Goodman, US-amerikanischer Paukist, Komponist und Musikpädagoge
- 1997: László Halmos, ungarischer Komponist
- 1998: Suzuki Shin’ichi, japanischer Violinist
- 1999: August Everding, deutscher Regisseur, Manager, Kulturpolitiker und Intendant
- 2000: Don Budge, US-amerikanischer Tennisspieler
- 2000: Jean-Claude Izzo, französischer Schriftsteller und Journalist
- 2000: Alfred Elton van Vogt, kanadischer Science-Fiction-Autor

### 21. Jahrhundert
- 2001: Arnim André, deutscher Schauspieler und Synchronsprecher
- 2001: Ingeborg Bingener, deutsche Autorin und Politikerin, Mitgründerin und Bundesvorsitzende der Tierschutzpartei
- 2001: Robert Bouharde, französischer Autorennfahrer
- 2002: Eduardo André Muaca, angolanischer Geistlicher, Bischof von Malanje, Erzbischof von Luanda
- 2003: Waleri Nikolajewitsch Brumel, sowjetischer Leichtathlet, Olympiasieger
- 2003: Annemarie Schimmel, deutsche Islamwissenschaftlerin
- 2003: Ernst Topitsch, österreichischer Philosoph und Soziologe

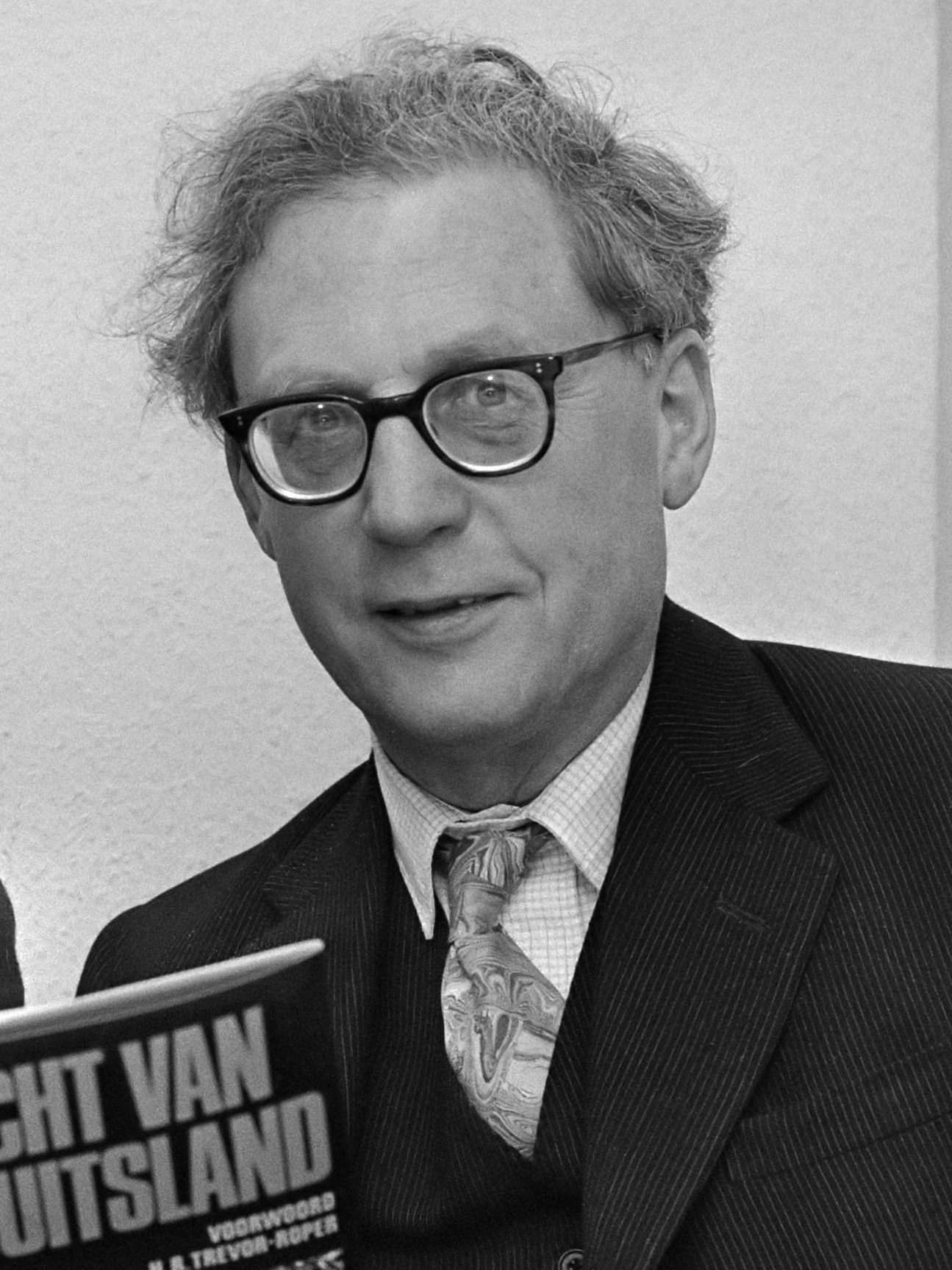
Hugh Trevor-Roper († 2003)

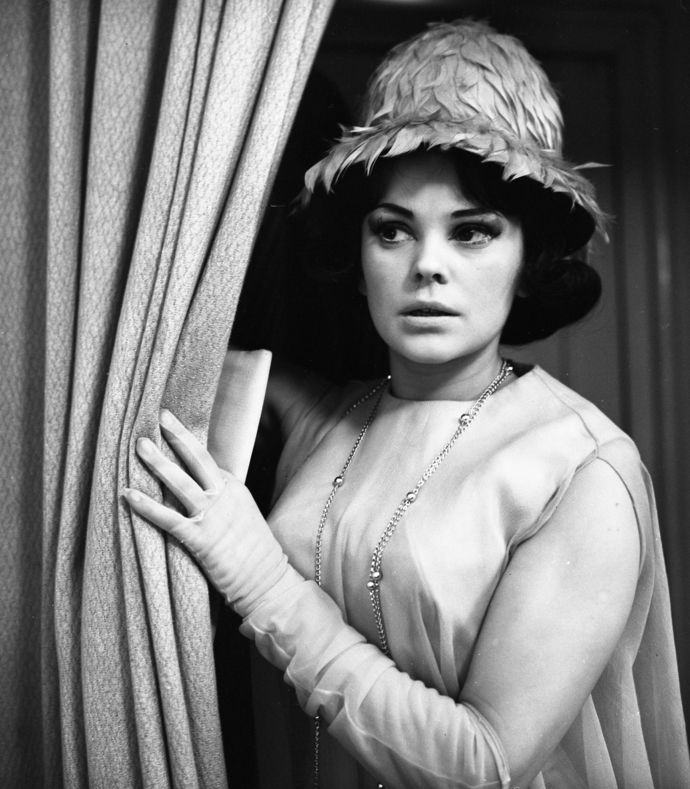
Doris Abeßer († 2016)

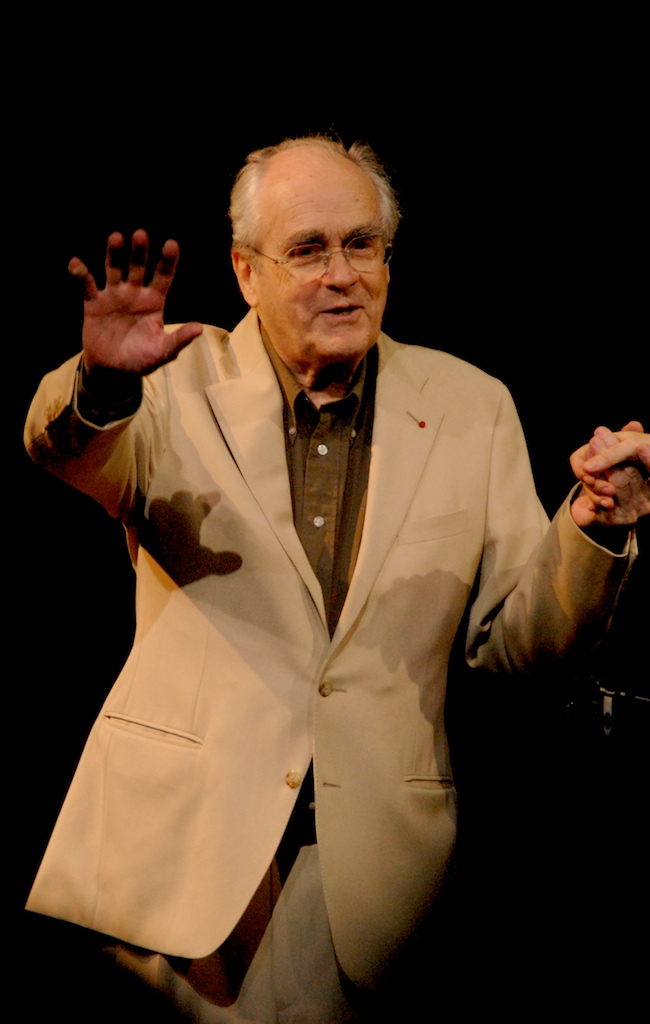
Michel Legrand († 2019)

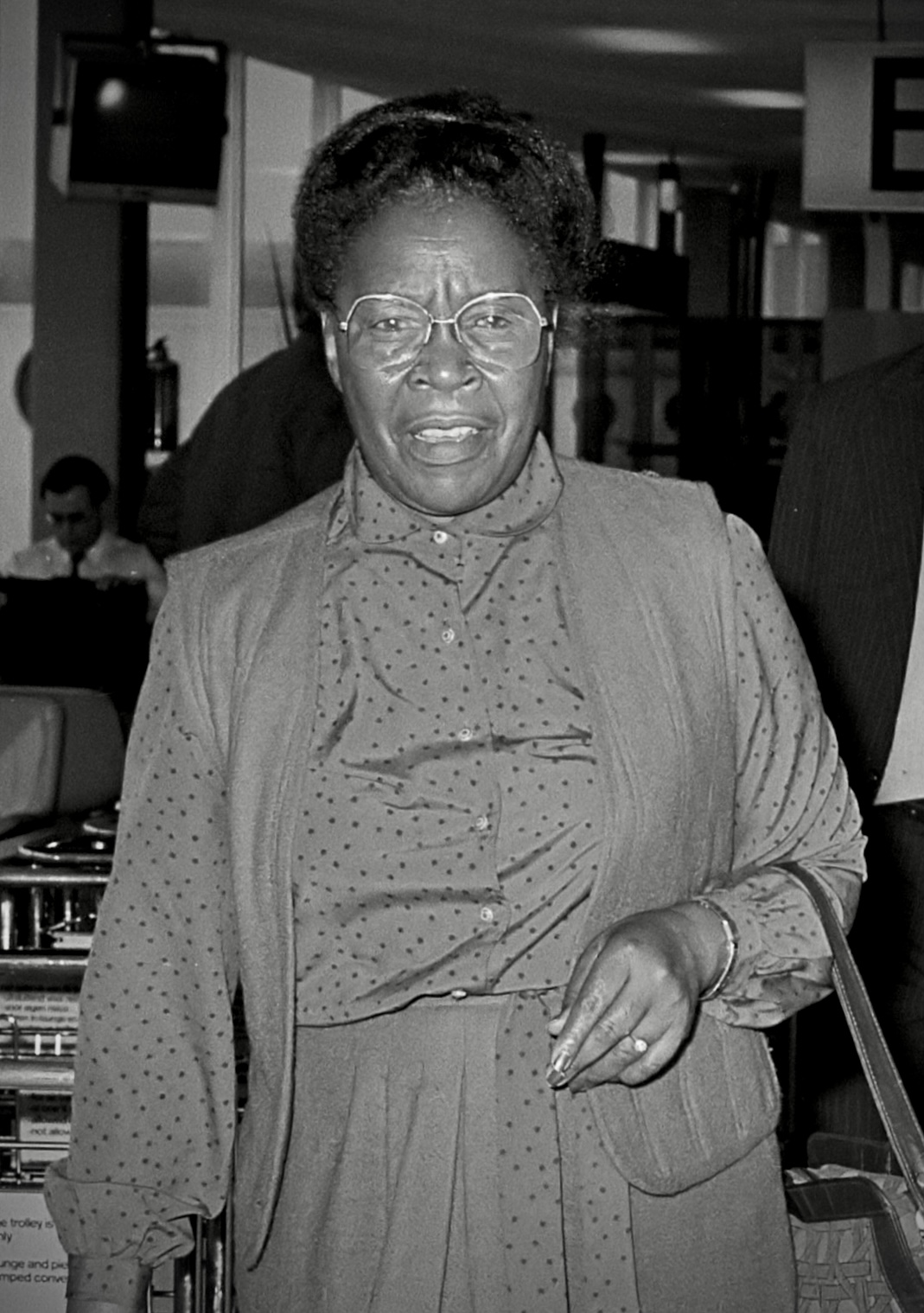
Gaositwe Chiepe
(† 2025)

- 2003: Hugh Trevor-Roper, britischer Historiker
- 2004: Wolf-Dietrich Berg, deutscher Schauspieler
- 2005: Christian Bieniek, deutscher Schriftsteller
- 2005: Rudi Falkenhagen, niederländischer Schauspieler
- 2005: Dawid Gerschfeld, ukrainisch-moldawischer Komponist und Hochschullehrer
- 2005: Inge Pohmann, deutsche Tennisspielerin
- 2005: Otto Theisen, deutscher Jurist und Politiker, Landesminister
- 2005: Wolfgang Venohr, deutscher Journalist und Schriftsteller
- 2007: Glen Tetley, US-amerikanischer Tänzer und Choreograf
- 2008: Franz Karl Auersperg, österreichischer Politiker und Gewerkschafter
- 2008: Christian Brando, US-amerikanischer Schauspieler
- 2008: George Habasch, palästinensischer Arzt und Politiker, Gründer der Volksfront zur Befreiung Palästinas
- 2010: Louis Auchincloss, US-amerikanischer Schriftsteller
- 2010: Götz Kauffmann, österreichischer Schauspieler
- 2011: Gladys Horton, US-amerikanische Sängerin (The Marvelettes)
- 2011: David Kato, ugandischer Schwulenaktivist
- 2011: Günter Tembrock, deutscher Verhaltensforscher und Zoologe
- 2012: Dimitra Arliss, US-amerikanische Schauspielerin
- 2012: André Asselin, kanadischer Pianist und Komponist
- 2012: Clare Fischer, US-amerikanischer Pianist
- 2012: Juan Fremiot Torres Oliver, puerto-ricanischer Geistlicher, Bischof von Ponce
- 2013: Edwin London, US-amerikanischer Komponist, Hornist, Dirigent und Musikpädagoge
- 2013: Hiroshi Nakajima, japanischer Mediziner
- 2014: José Emilio Pacheco, mexikanischer Schriftsteller
- 2015: Lucjan Lis, polnischer Radrennfahrer und Weltmeister
- 2015: Ronnie Raymond, britischer Schauspieler
- 2016: Doris Abeßer, deutsche Schauspielerin
- 2016: Black, britischer Sänger
- 2016: Abe Vigoda, US-amerikanischer Schauspieler
- 2017ː Anne-Marie Colchen, französische Leichtathletin
- 2017: Mike Connors, US-amerikanischer Schauspieler
- 2017: Michael Tönnies, deutscher Fußballspieler
- 2019: Michel Legrand, französischer Komponist, Pianist und Sänger
- 2020: Kobe Bryant, US-amerikanischer Basketballspieler, Olympiasieger
- 2021: Sergei Eduardowitsch Prichodko, russischer Politiker und Diplomat
- 2022: Juan Báez, puerto-ricanischer Basketballspieler
- 2022: Detlev Block, Kirchenlieddichter, Lyriker, Theologe und evangelischer Pfarrer
- 2022: Mirza Khan, pakistanischer Leichtathlet
- 2022: Jan Michalik, polnischer Ringer
- 2022: Ernst Stankovski, österreichischer Schauspieler, Regisseur und Chansonnier
- 2023: Else Bechteler-Moses, deutsche Teppichkünstlerin
- 2023: Zdeňka Počtová, tschechoslowakische Kanutin
- 2023: Keith Thomson, neuseeländischer Cricket- und Hockeyspieler
- 2024: Andreas Blum, Schweizer Radiojournalist und Politiker
- 2024ː Ilse Helbich, österreichische Publizistin und Schriftstellerin
- 2025ː Gaositwe Kogakwa Tibe Chiepe, botswanische Politikerin und Diplomatin
- 2025: Malcolm Peyton, US-amerikanischer Komponist und Hochschullehrer

## Feier- und Gedenktage
- Kirchliche Gedenktage
  - Hl. Timotheus (anglikanisch, evangelisch, katholisch)
  - Hl. Titus (anglikanisch, evangelisch, katholisch)
  - Johann Matthäus Meyfart, deutscher Lehrer, Pfarrer und Liederdichter, Vorkämpfer gegen die Hexenverfolgung (evangelisch)
  - Hl. Paula von Rom (katholisch)
  - Hl. Silas, Begleiter des Apostels Paulus (evangelisch: ELCA)

- Namenstage
  - Edith, Paula, Robert, Tim

- Staatliche Feier- und Gedenktage
  - Australien: Australia Day (1788)
  - Japan: Bunkazai Bōka Day („Tag des Brandschutzes für Kulturgüter“) (1955)
  - Indien: Tag der Republik (1950)

- Gedenktage internationaler Organisationen
  - World Customs Day (WZO)

Weitere Einträge enthält die Liste von Gedenk- und Aktionstagen.